# Danish modern

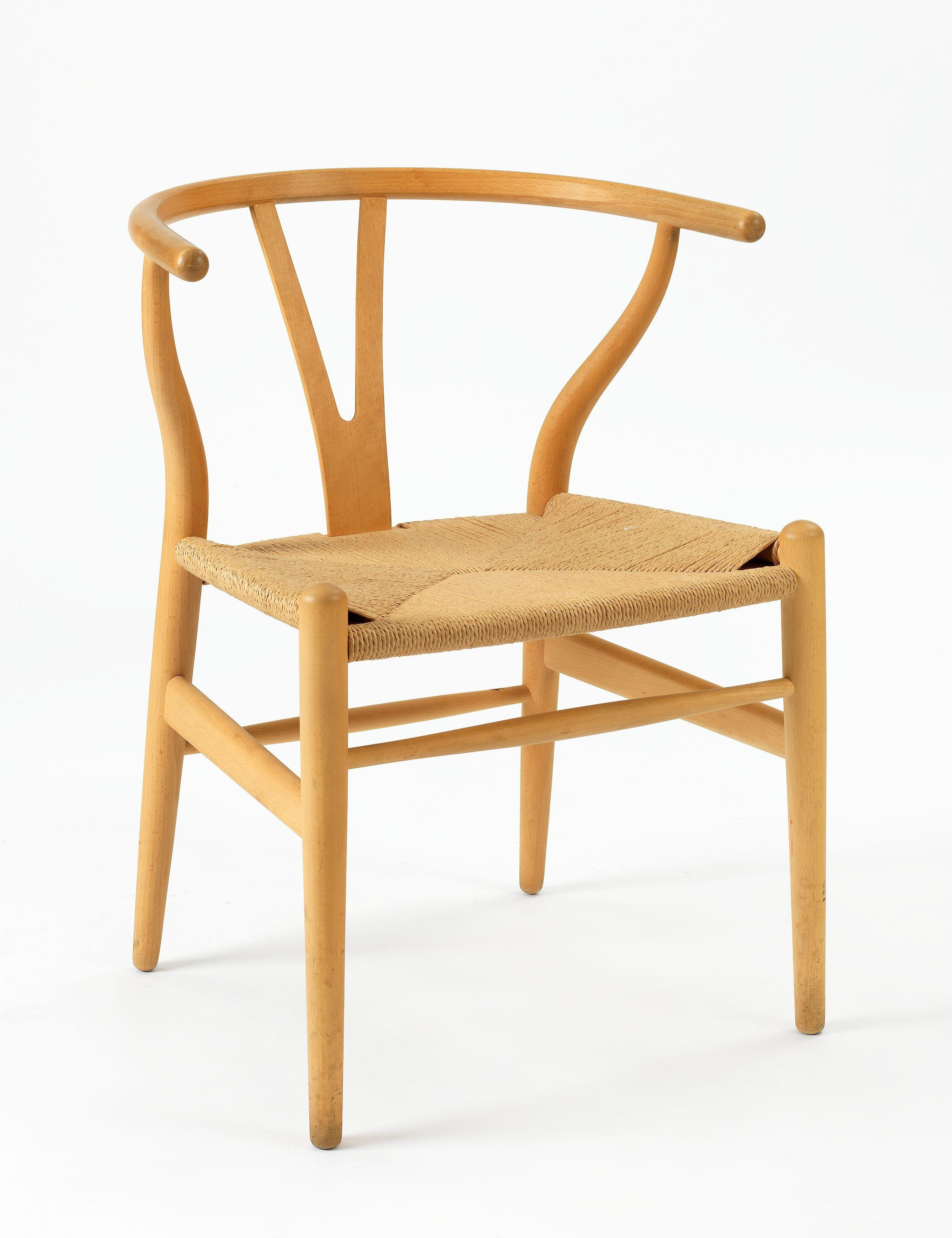
Y-stoel (1949), Hans J. Wegner.

Danish modern is een modernistische ontwerpstijl van meubelen, armaturen en gebruiksvoorwerpen die afkomstig is uit Denemarken. De stijl staat bekend om de functionele, ongecompliceerde ontwerpen en de hoge kwaliteit van zowel het ontwerp als de afwerking. Danish modern werd beïnvloed door onder meer de Bauhaus-beweging en de Deense ontwerper en architect Kaare Klint. De stijl kende zijn oorsprong in de jaren dertig van de twintigste eeuw, maar kreeg zijn naam pas in de jaren vijftig; de hoogtijdagen van Danish modern.
Vanwege de grote internationale populariteit van Deens design, met name in de Verenigde Staten, staan de jaren dertig tot en met de jaren zestig van de twintigste eeuw ook bekend als de ‘gouden eeuw van het Deens design’. Bekende ontwerpers uit deze periode waren onder meer Arne Jacobsen, Hans J. Wegner, Børge Mogensen, Poul Henningsen, Poul Kjærholm en Finn Juhl.
Vanaf de jaren vijftig werden ontwerpen uit Denemarken bij internationale tentoonstellingen vaak samen met ontwerpen uit Noorwegen, Zweden, Finland, en in mindere mate IJsland, gepresenteerd. Voor ontwerpen uit deze landen was er in dezelfde periode eveneens grote internationale belangstelling. Hierdoor wordt Danish modern in brede zin gezien als onderdeel van de stijl 'Scandinavian modern'.

## Ontstaan

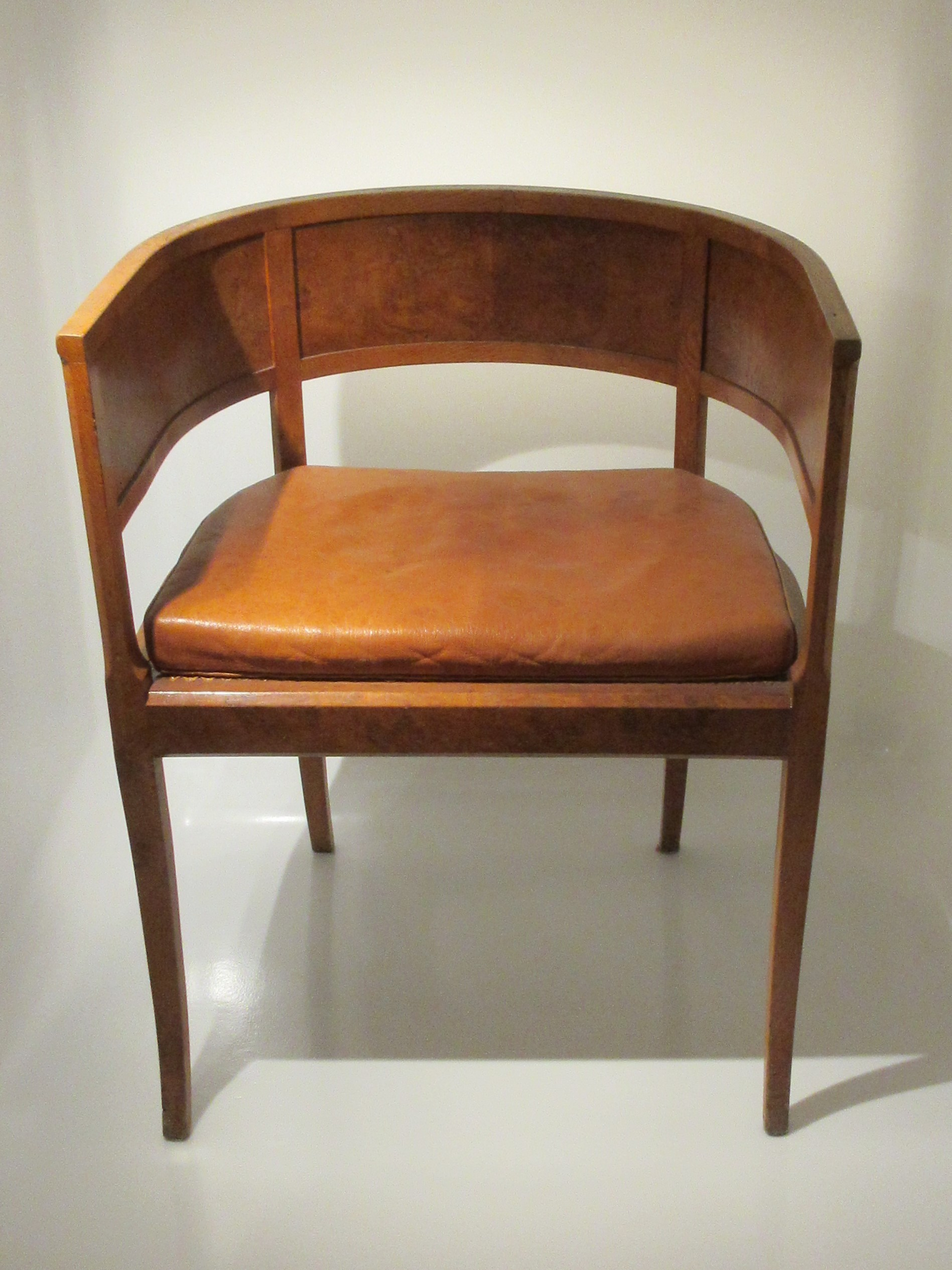
Stoel ontworpen voor het Thorvaldsens Museum (1922), Kaare Klint.

Scandinavië kende sinds het einde van de negentiende eeuw een ontwerpcultuur waarin functionalistische principes een rol speelden. Deze ontwerpcultuur vormde het fundament van het functionalisme en modernisme in Scandinavië in de twintigste eeuw. In tegenstelling tot in andere Europese landen, was de overgang van het neoclassicisme naar modernisme daarom minder opvallend en gedefinieerd.
Naast de basis met bestaande ideeën, werd het Scandinavisch design in het interbellum beïnvloed door het functionalisme uit Centraal- en West-Europa dat terrein won in de jaren twintig en dertig van de twintigste eeuw. Deze stroming had invloed op de beeldende kunsten, architectuur en industrieel ontwerp, en kenmerkt zich door prioriteit te geven aan functie over vorm. Belangrijke vertegenwoordigers van deze stroming waren onder meer de Duitse Bauhausbeweging, de Deutscher Werkbund, Das neue Frankfurt en het Franse Congrès Internationaux d'Architecture Moderne (CIAM). Met name Bauhaus had veel invloed op het Deens design.
In Denemarken wordt architect en meubelontwerper Kaare Klint door velen gezien als de grondlegger van het moderne Deense design. Volgens Klint moesten meubelstukken gezien worden als gereedschappen waarbij het niet van belang is om deze opnieuw vorm te geven. Meubelen moesten altijd opnieuw geanalyseerd, bekritiseerd en vervolgens verbeterd worden om te passen bij de behoeften van de moderne mens. Klint werkte vanuit een wetenschappelijke benadering waarbij hij bij het ontwerpen uitging van de principes van de antropometrie om de functionaliteit van meubelen te maximaliseren en legde hij de nadruk op vakmanschap en functionaliteit boven vorm. Dit principe staat ook bekend als het “Klint ideaal”. Het Deens design borduurde voort op bestaande principes, tradities en ontwerpen, en maakte gebruik van traditionele materialen zoals hout. De Deense moderne stijl was daarmee, in tegenstelling tot bijvoorbeeld Bauhaus, niet revolutionair, maar evolutionair.
In 1924 werd Klint hoofddocent meubelontwerp aan de mede door hem opgerichte afdeling voor meubelontwerp van de Koninklijke Deense Kunstacademie in Kopenhagen. Hier gaf hij les aan onder meer Poul Kjærholm, Arne Karlsen, Ole Wanscher, Rigmor Andersen, Mogens Koch, Jens Risom en Børge Mogensen. Zijn ontwerpideologie en werken inspireerden vele ontwerpers, waardoor Klint ook wel de 'vader van het moderne Deense design' wordt genoemd.

### Design voor sociale gelijkheid
Ondanks de invloed van Bauhaus kreeg deze stroming ook kritiek vanuit Denemarken. Het gebruik van metalen buisframes, zoals veel te zien was in Bauhaus ontwerpen, werd door velen niet gezien als echt functioneel, maar als een manier om mee te gaan met de mode uit de tijd en consumenten aan te spreken. Deze meubelen werden door Deense ontwerpers als Kaare Klint 'funkis' genoemd. Daarnaast werd de Bauhaus stijl gezien als 'te klinisch'. Het Deens design gaf voorkeur aan een subtielere en zachtere benadering met gebruik van traditionele materialen.
Daarnaast onderscheidde het moderne Deense design zich van ontwerpen van het Centrale- en West-Europese functionalisme door de focus op alledaagse voorwerpen, hun bruikbaarheid en sociale waarde. De focus op sociale waarde komt tot uiting binnen de filosofie van total design. Bij total design wordt gekeken naar alle aspecten van een ontwerp en is inherent aan de Deense ontwerpcultuur. Door ieder detail van een ontwerp te optimaliseren, kan er een eindproduct ontwikkeld worden dat een positieve impact heeft op het individu, een gemeenschap en de samenleving.
Gregor Paulson, de voorzitter van de Svenska Slöjdföreningen (de Zweedse ambachtsvereniging) schreef in 1919 het pamflet vackrare vardagsvara ("mooiere alledaagse goederen"). Paulson stelt hierin dat goed ontworpen functionele objecten de kwaliteit van leven kunnen verbeteren. Daarbij pleitte hij ervoor dat ontwerpers rechtstreeks met producenten gingen samenwerken om op deze manier alledaagse voorwerpen van hoge kwaliteit te produceren. Het idee was onder meer geïnspireerd op de werkwijze van de Deutscher Werkbund die het 'sociale esthetiek' noemden. De ideeën van Paulson hadden grote invloed en spreidden zich uit over Zweden en de andere Noordse landen.
Ontwerper Børge Mogensen deed in de jaren dertig een uitgebreide studie waarbij hij gebruiksvoorwerpen opmat om op die manier een beeld te krijgen van de gemiddelde afmetingen van voorwerpen. Daarnaast deed hij onderzoek naar hoeveel spullen de gemiddelde persoon bezat. Deze informatie gebruikte hij om meubelen te ontwerpen die precies groot genoeg waren voor de doorsnee persoon en diens bezittingen. Zijn onderzoek werd gepubliceerd als een handleiding voor het ontwerpen van opbergsystemen. Traditionele negentiende-eeuwse meubelen vond Mogensen te bombastisch, waren niet functioneel en waren niet ontworpen met de gemiddelde gebruiker in gedachte: "Waarom zou een klein appartement tot barstens toe gevuld moeten worden met onhandige, onpraktische meubelen als men kan investeren in kasten en tafels die minder massief zijn en zo vernuftig zijn dat ze meer ruimte bieden en op veel meer manieren kunnen worden gebruikt?".

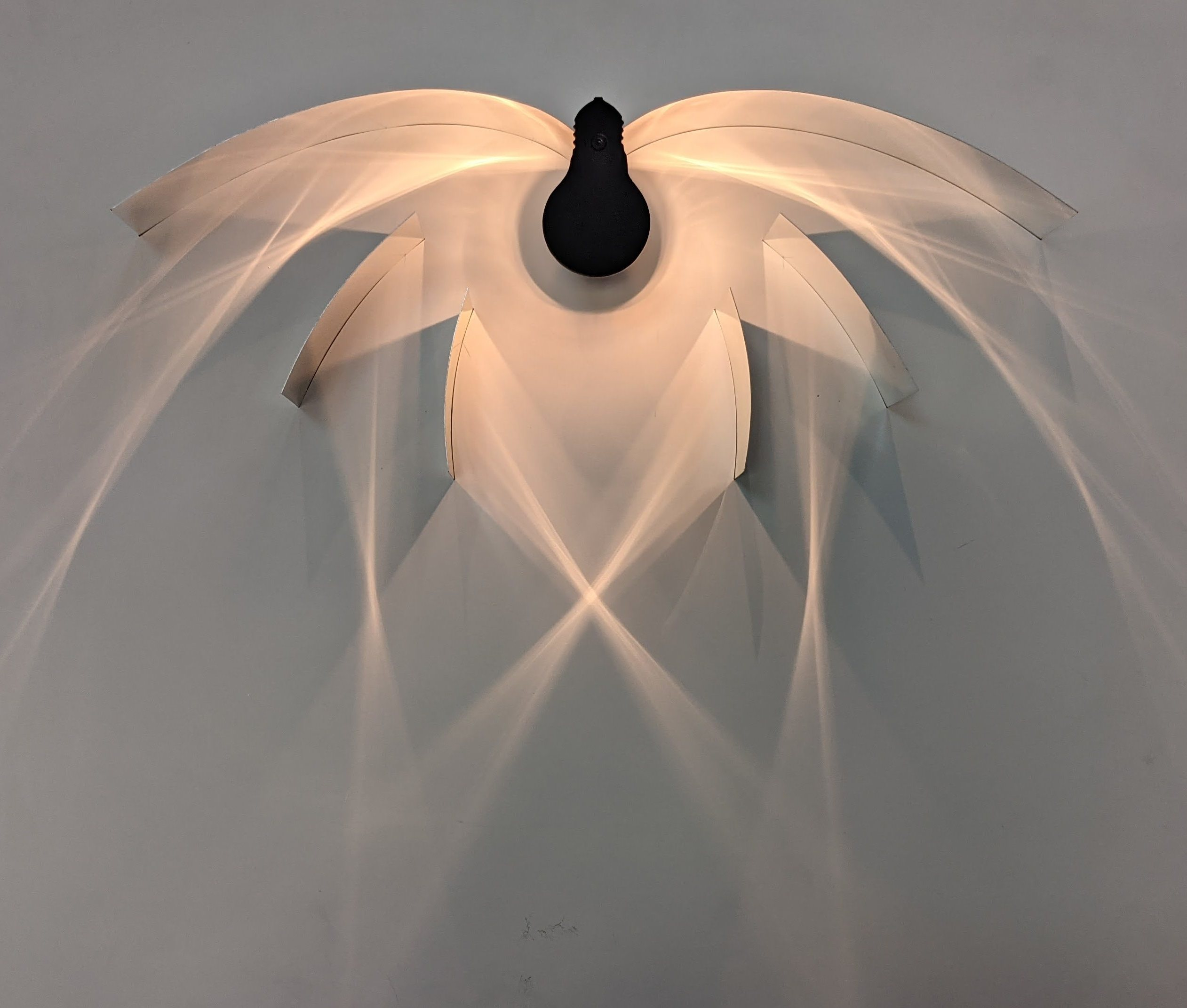
Doorsnede van een PH-armatuur om te tonen hoe het licht zich verspreidt.

De Deense architect en ontwerper Poul Henningsen, een van de volgers van het Klint-ideaal, sprak zich uit tegen elke vorm van modernisme die niet als doel had bij te dragen aan functionaliteit en sociale vooruitgang. Henningsen ontwierp in 1925 de PH-armatuur als reactie op het naar zijn mening te felle licht dat geproduceerd werd door elektrische lampen. Zijn ontwerp zorgde ervoor dat de schittering van het licht werd gereduceerd en het licht niet enkel als een bundel naar beneden scheen, maar ook door de kamer werd verspreid. Voor zijn ontwerp won hij een gouden medaille op de Wereldtentoonstelling van 1925 in Parijs.
Henningsen was net als vele andere ontwerpers een voorstander van een bepaalde vorm van anonimiteit in de werken die zij creëerden. De ontwerpen moesten onopvallend en vooral niet kunstzinnig zijn. Bij een Noorse expositie in Brussel omschreef de Noorse kunsthistoricus Alf Bøe het als: "De ontwerpers verzetten zich tegen de nadruk op persoonlijke expressie welke de grenzen van de nuttigheid te buiten gaat. Naast eerlijkheid is gereserveerdheid de belangrijkste karaktertrek van de ontwerper en de ambachtsman".

### Design en democratie

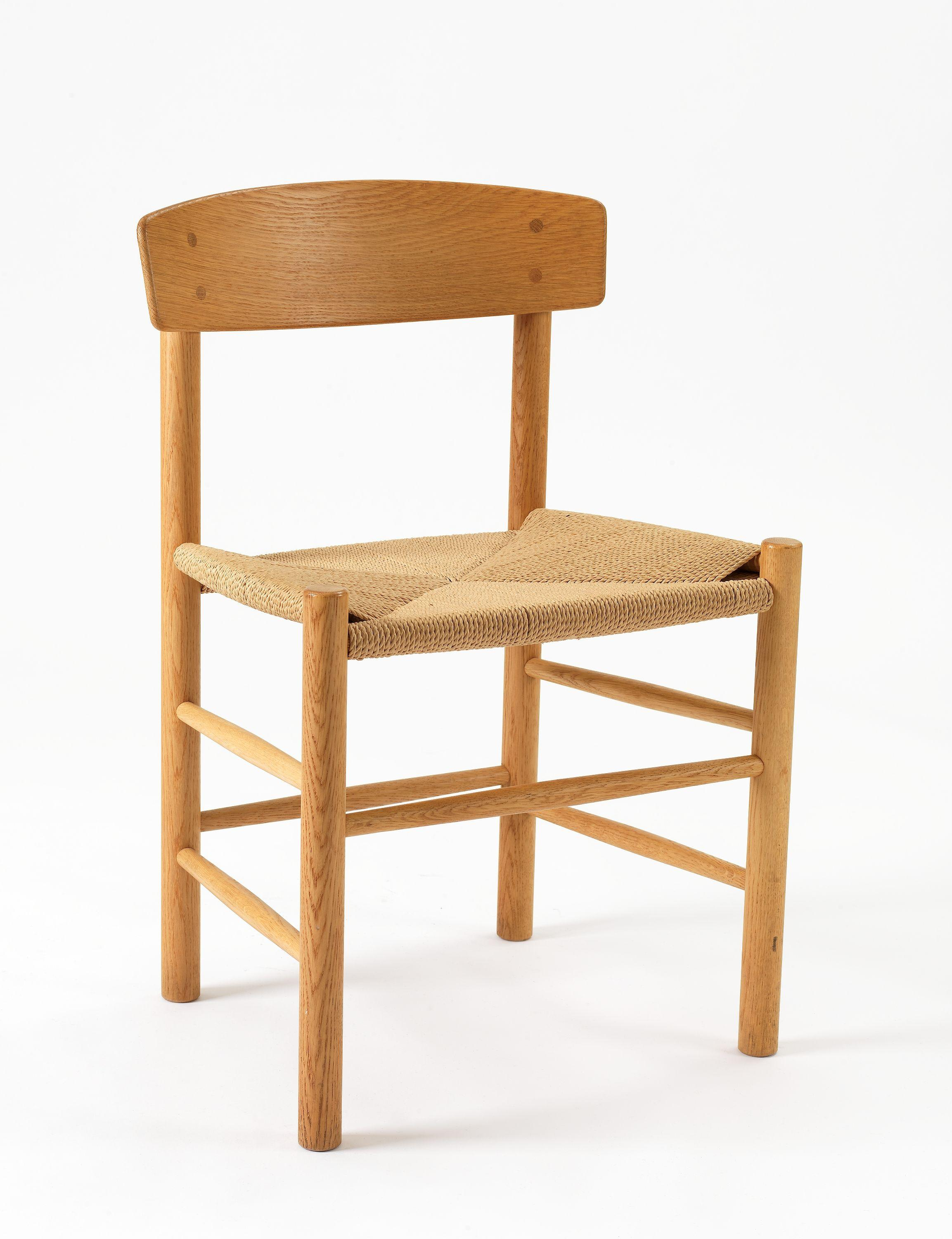
Model J39, "De Volksstoel" (1948), Børge Mogensen voor FDB Møbler.

Deens design, en in brede zin Scandinavisch design, wordt naast zijn functionaliteit en eenvoudige ontwerpen geassocieerd met de democratische benadering van het ontwerp en productieproces. Centraal hierbij staat het aanbieden van goed ontworpen producten voor een betaalbare prijs waardoor deze beschikbaar zijn voor zo veel mogelijk mensen. Daarnaast was het de bedoeling dat de meubelen van dermate goede kwaliteit waren dat zij meerdere generaties mee konden gaan en pasten in elk interieur.
Dit gedachtegoed is nauw verwant aan de waarden van de Deense samenleving die gebaseerd zijn op gelijkheid, gemeenschap, democratie en transparantie. Rond 1914 kwam er in Denemarken een beweging op die een reactie was op de kunststroming Jugendstil die als elitair werd gezien. Het Deense Skønvirke ("mooi werk") was toegankelijk en bedoeld voor iedereen. De stroming promootte democratisch design en lokale ambachten.
Tijdens het interbellum kwam de socialistische beweging op in Denemarken en de rest van Scandinavië. In Denemarken was er een steeds grotere drang naar een hervorming van het kapitalistische systeem, wat zou moeten leiden tot meer economische gelijkheid. In 1924 kwamen de sociaaldemocraten in Denemarken aan de macht. De socialistische beweging van de overheid had grote invloed op de ontwerpers uit deze periode die het socialistisch gedachtegoed lieten doorklinken in hun meubelontwerpen. In Scandinavië werd het woord 'design' in deze periode nog niet gebruikt. In Denemarken werd hiervoor het woord brukskunst, letterlijk  "gebruikskunst", gebruikt. Volgens historica Mari Hansen geeft dit een idee van hoe er in Denemarken in die periode naar design werd gekeken.
De democratische benadering is onder meer terug te zien bij meubelproducent FDB Møbler. In samenwerking met Deense ontwerpers, waaronder Børge Mogensen, produceerden zij betaalbare meubelen die pasten in het leven van de "gewone mens". Dit type meubelen staat ook bekend als folkemøbler (volksmeubilair). Mogensen zei hierover: "Mijn doel is om dingen te creëren die de mens dienen, om de mens in de hoofdrol te plaatsen in plaats van de mens aan de dingen aan te passen met het geweld en de macht van de duivel." Veel van de ontwerpen die Mogensen maakte waren bedoeld voor kleine huizen. Daarnaast konden zijn wandkasten op verschillende manieren aangepast worden, waardoor deze pasten bij de behoefte van de gebruiker. In tegenstelling tot andere meubelaanbieders bood FDB Møbler de mogelijkheid aan tot het kopen van losse meubelen in plaats van volledige meubelsets.

### Het meubelmakersgilde

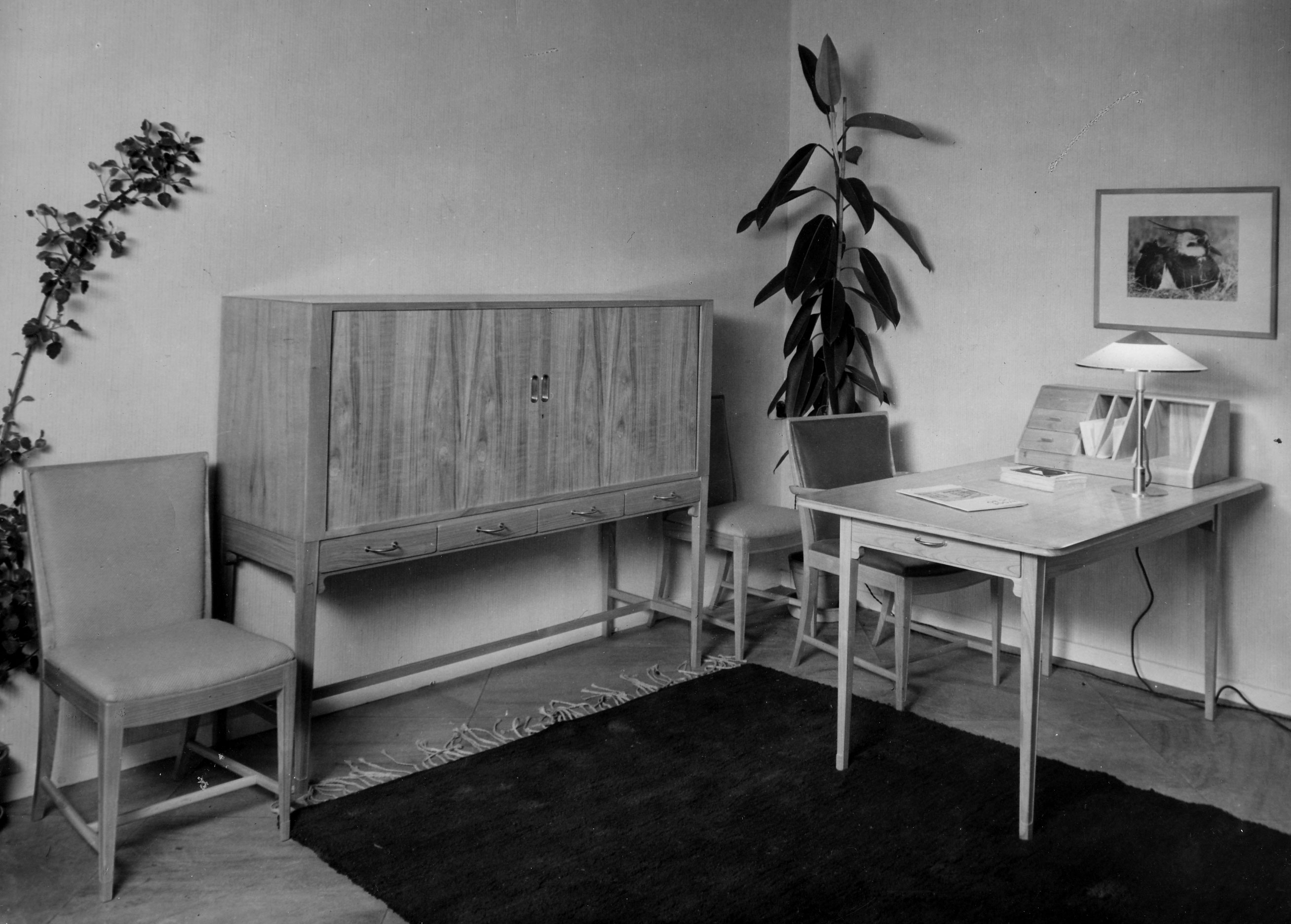
Meubelen van Jens Risom, tentoonstelling van het meubelmakersgilde (1937).

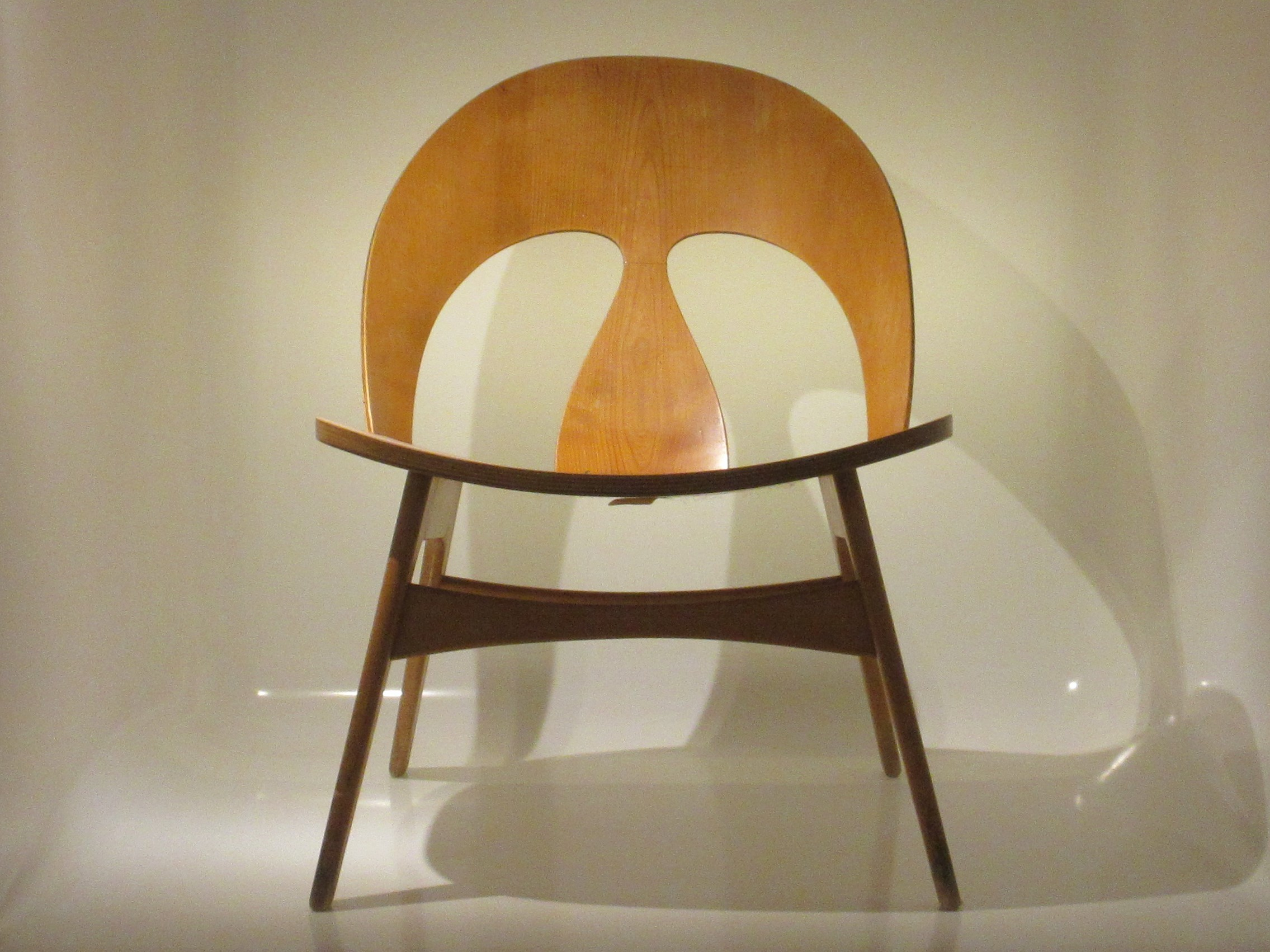
Model J45, Shell stoel (1949), Børge Mogensen, uitgevoerd door Erhard Rasmussen.

In 1927 vond de eerste tentoonstelling van het meubelmakersgilde in Kopenhagen (Københavns Snedkerlaugs Møbeludstilling) plaats in het Kunstindustrimuseet (Museum voor Kunstnijverheid). De meubelmakers van het meubelmakersgilde stonden bekend om hun vakmanschap en houtbewerkingsvaardigheden en zij verafschuwden het gebruik van buisframes zoals gebruikelijk was bij onder meer de meubelen in Bauhaus stijl. Vanwege het alsmaar toenemende aanbod van goedkopere meubelen uit het binnen- en buitenland ervaarden de traditionele Deense meubelmakers grote druk.
De meubelen die op dat moment werden tentoongesteld waren hoofdzakelijk traditioneel, wat in contrast stond met de ontwerpen van de nieuwe generatie meubelontwerpers. Voor de meubelontwerpers, in Denemarken 'architecten' genoemd, was het niet eenvoudig om hun ontwerpen te laten uitvoeren door grote meubelproducenten, aangezien zij van mening waren dat de nieuwe, moderne stijl het grote publiek niet zou aanspreken. Dit leidde uiteindelijk tot een samenwerking tussen de meubelontwerpers en -makers. Deze samenwerking was het begin van het ontstaan van meubelen in de Deense moderne stijl die vanaf begin jaren vijftig bekend zou komen te staan als 'Danish modern'.
Enkele belangrijke figuren in deze samenwerking waren de meubelmakers A.J. Iversen, Jacob Kjær en Povl Christiansen. Met name Iversen benadrukte dikwijls het belang van de samenwerking. Volgens Iversen was de samenwerking in het "grootste belang [...] geweest voor het Deense meubeldesign". Veel meubelontwerpers hadden een achtergrond in houtbewerking, wat als voordeel had dat zij bekend waren met de mogelijkheden van werken met hout.
Begin jaren dertig werd er een bestuur opgericht dat als taak had de tentoonstellingen te coördineren. Aanvankelijk was er enig conflict over welke stijl meubelen er gepresenteerd moest worden. Uiteindelijk werden er vanaf het midden van de jaren dertig voornamelijk moderne meubelen getoond. Door de laagconjunctuur tijdens de jaren dertig werd de import van meubelen uit het buitenland beperkt, waardoor er meer ruimte kwam voor modern Deens design. Deens design werd in 1939 omschreven als:
"Beschikt over een huiselijke toon in aard en karakter, grillige effecten waren ons onbekend. Maar onze beste werken worden gekenmerkt door de wil om echt, technisch vakmanschap te produceren, een gezonde kritische houding ten opzichte van het voortijdige modernisme, maar ook een natuurlijk verlangen om de problemen op te pakken voor hernieuwd onderzoek en oplossing in overeenstemming met de eisen van de tijd."
Het samenwerkingsverband van de meubelmakers en -ontwerpers leidde tot vruchtbare samenwerkingen die soms decennia duurden. De bekendste samenwerkingen waren die van ontwerper Hans J. Wegner met meubelmaker Johannes Hansen, Kaare Klint met Rud Rasmussen, Børge Mogensen met Erhard Rasmussen en Finn Juhl met Niels Vodder. In 1959 schreef het Amerikaanse tijdschrift House Beautiful over het vakmanschap van het werk van Hans J. Wegner:
"Wegner staat bekend als vakman en wordt gerespecteerd door de meubelmakers die het neusje van de zalm van zijn werk maken - de volledig handgemaakte stukken - in de kleine maar vooraanstaande fabriek van Johannes Hansen. In totaal werken achttien ambachtslieden elk aan het individuele stuk als juweliers, waarbij ze het hout zo vormen dat het bijna vloeibaar lijkt, de bijna onmerkbare verbindingen creëren en in het meubelbeslag passen met de precisie van diamantzetters. De enige standaard lijkt perfectie te zijn."

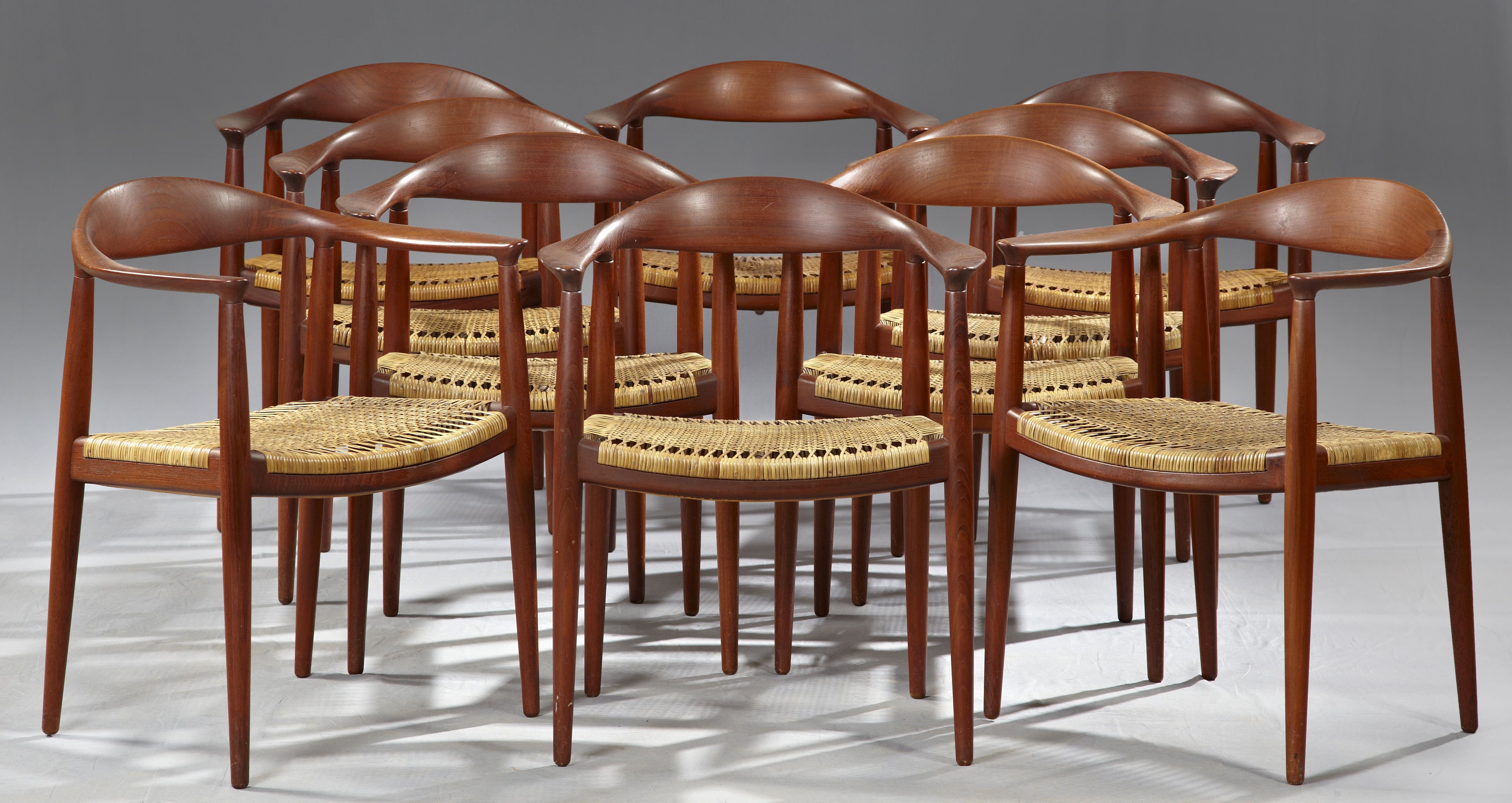
Model 501 (1949), Hans J. Wegner.

Vanaf 1933 werd een wedstrijdelement toegevoegd aan de tentoonstelling. Vanaf 1939 werden meubelontwerpen beoordeeld die specifiek voor de tentoonstelling waren gecreëerd. De meubelen die getoond werden tijdens de tentoonstellingen van het meubelmakersgilde kregen veel aandacht. De succesvolste tentoonstelling was die van 1949. Tijdens deze tentoonstelling werden onder meer Model 501 van Hans J. Wegner, de FN-stoel van Jacob Kjær, de Chieftain-stoel van Finn Juhl en de Metropolitan-stoel van Axel Bender Madsen en Ejnar Larsen getoond. Al deze ontwerpen werden in korte tijd zeer populair en staan thans bekend als designklassiekers.

### Den Permanente
In 1931 werd Den Permanente Udstilling for Dansk Kunsthåndværk og Kunstindustri ("De permanente tentoonstelling voor Deense ambachten en kunstindustrie"), kortweg Den Permanente, opgericht. Het idee voor Den Permanente kwam van ontwerper Kay Bojesen. Aanvankelijk was zijn bedoeling een plek te creëren voor een permanente tentoonstelling van Deense meubelen, vergelijkbaar met een museum voor toegepaste kunsten. Toen hij het plan begin 1929 voorstelde aan de Landsforeningen Dansk Kunsthaandværk (Nationale Vereniging van Deense Ambachten) waren zij echter weinig enthousiast.
In 1931 kwam Christian Grauballe, zakenman en directeur van de Deense glasproducent Holmegaard, met een plan dat voortborduurde op de ideeën van Bojesen wat leidde tot de oprichting van Den Permanente. Grauballe stelde een bestuur samen van tien leden met zichzelf als voorzitter en onder meer Bojesen en Jacob E. Bang als bestuursleden. Bang was artistiek leider van glasproducent Holmegaard en werd verantwoordelijk voor het ontwerp van de tentoonstelling en productselectie. Bojesen kreeg naast de taak van bestuurslid tevens de taak om te zorgen voor publiciteit. Het uitgangspunt van Den Permanente was "het verschaffen en onderhouden van tentoonstellingsruimten in Kopenhagen voor de propaganda en verkoop in binnen- en buitenland van de producten van Deens handwerk en industrieel ontwerp." Den Permanente was zowel een ontmoetingsplek voor ontwerpers als een tentoonstellingsruimte waar Deense moderne meubelen tentoongesteld en verkocht konden worden. Op deze manier konden zowel Deense als internationale klanten het aanbod van modern Deens design bekijken en aankopen.
Ongeveer tweehonderd meubelmakers- en ontwerpers werden lid van de organisatie. De meubelmakers die verbonden waren aan het meubelmakersgilde hadden een monopolie op de verkoop van meubelen via Den Permanente. Er ontstond op die manier een sterke verbinding tussen het meubelmakersgilde en Den Permanente. Meubelen werden in Den Permanente niet zomaar tentoongesteld, voordat ze werden geëxposeerd werden ze aan een selectieproces onderworpen. Het selectieproces werd uitgevoerd door een jury, die ook wel de "censuurcommissie" werd genoemd. Tot in 1963 waren grote meubelproducenten, op enkele uitzonderingen als Fritz Hansen na, uitgesloten van deelname.

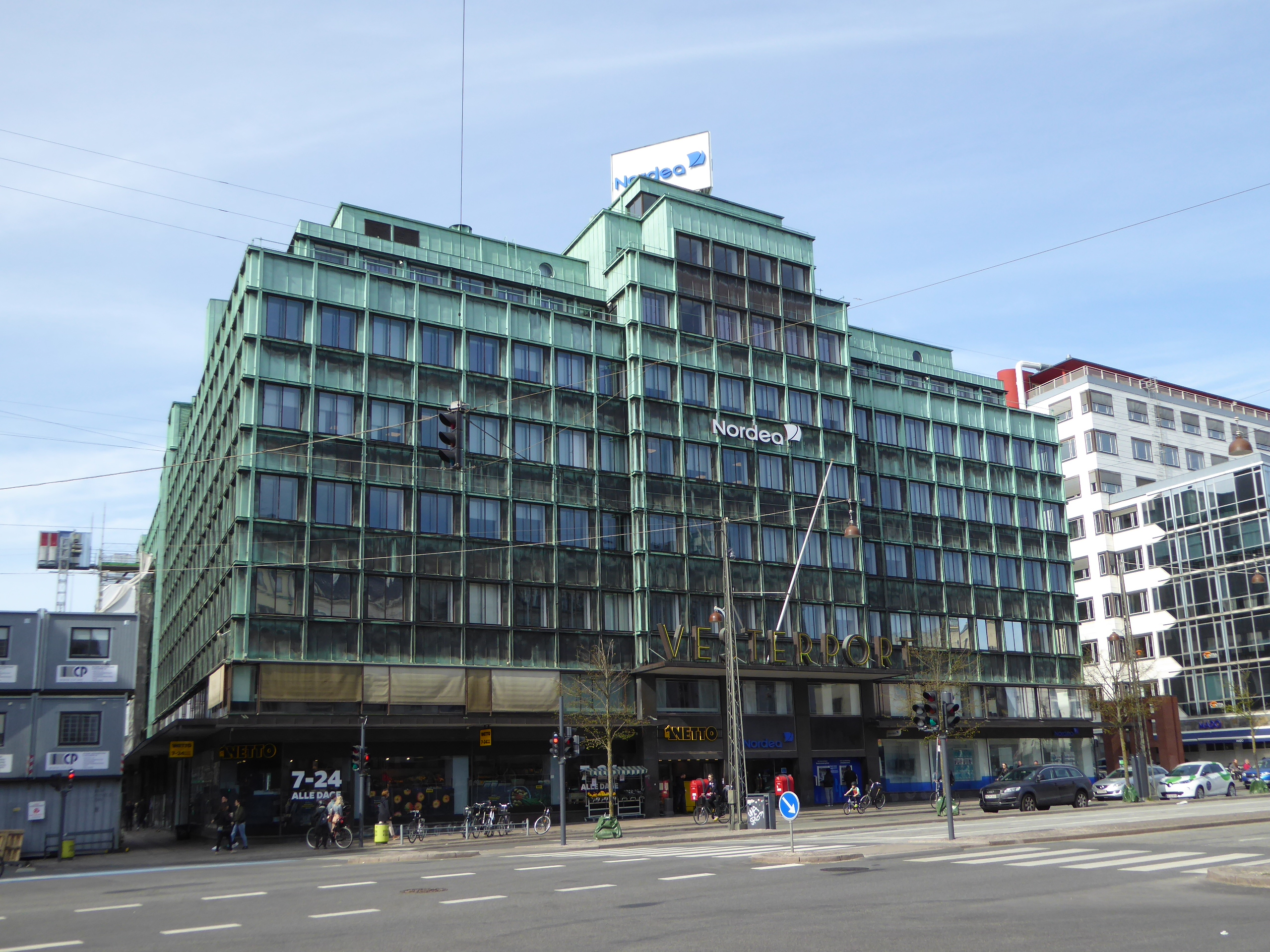
Het gebouw Vesterport aan de Vesterbrogade waar Den Permanente gevestigd was.

Den Permanente werd aanvankelijk gevestigd op een verdieping van het modernistische kantoorgebouw Vesterport. Dit gebouw aan de Vesterbrogade in Kopenhagen beslaat een volledig stadsblok en wordt begrensd door de Gammel Kongevej en Meldahlsgade. Op een oppervlakte van 7800 vierkante meter was er ruimte voor 126 exposanten. In het openingsjaar 1931 trok Den Permanente 100.000 bezoekers. In 1937 verhuisde Den Permanente naar de begane grond en steeg het aantal bezoekers naar 195.000.
In 1940 verhuisde Den Permanente opnieuw naar een ander deel van het gebouw, dit maal naar een gedeelte dat uitzicht had op de Vesterbrogade in Kopenhagen. Het had minder vloeroppervlakte, maar betere etalageruimtes. Naast exposities in de Vesterport, deed de organisatie mee aan meubelexposities in het buitenland. In de Verenigde Staten waren zij betrokken bij een tentoonstelling van Deense kunst en ambachten in 1938 en 1939, en de Wereldtentoonstelling van 1939 in New York.
In dezelfde periode werden consumenten door middel van tijdschriften en boeken overtuigd van de voordelen van moderne meubelen en het hebben van een modern interieur.  De Deense moderne meubelen werden gepromoot met de boodschap dat ze voorbeelden waren van “moderne democratische eenvoud” en onderdeel waren van een “natuurlijke en gezonde ontwikkeling”. In tijdschriften als Bygge og Bo. Tidsskrift for moderne hjem ("Bouw en leef. Tijdschrift voor moderne woningen") en Nyt Tidsskrift for Kunstindustri ("Nieuw tijdschrift voor de kunstindustrie") en boeken als Sådan skal du bo ("Zo moet je leven") en Bo Bedre ("Leef beter") werd de consument onder andere uitgelegd hoe een een-, twee- of driekamerappartement ingericht kon worden. Deze grootschalige marketing leidde tot een grotere vraag naar Deense moderne meubelen.

## Oorlogsjaren en wederopbouw
Ondanks dat Denemarken in 1939 een niet-aanvalsverdrag had getekend met nazi-Duitsland, zodat Denemarken tijdens de Tweede Wereldoorlog neutraal zou blijven, werd het land op 9 april 1940 door nazi-Duitsland aangevallen en bezet. De oorlogssituatie leidde in de jaren daarna tot een tekort aan grondstoffen, maar dit had in het begin een gering effect op de productie van meubelen. Doordat hout voordat het gebruikt kan worden voor het produceren van meubelen eerst lange tijd moet drogen, konden de meubelmakers nog gebruik maken van de grote voorraden die zij hadden. Een zeer strenge winter in Denemarken had als gevolg dat veel walnotenbomen stierven, maar het hout dat afkomstig was van deze bomen kon opgeslagen worden voor gebruik in de productie van meubelen. Meer exclusievere houtsoorten zoals mahonie werden wel steeds schaarser. Tijdens de oorlogsjaren bleef de verkoop van meubelen nagenoeg stabiel en vanuit het Deense volk vergrootte de vraag naar producten die gemaakt waren in eigen land.
Tijdens de oorlogsjaren was er ook ruimte voor enige internationale uitbreiding. Scandinavische meubelen hadden op dat moment al wat bekendheid in de Verenigde Staten, door onder meer ontwerpers als de Zweedse Bruno Mathsson en de Finse ontwerpers Aino en Alvar Aalto. Deze bekendheid werd verder uitgebreid door de Deense ontwerper Jens Risom en de Duitse zakenman Hans Knoll. Risom had in 1938 een winkelpand in het Rockefeller Center in New York gehuurd waar hij zijn eigen werk presenteerde. In 1941 reisde hij samen met Knoll naar de Verenigde Staten om met ontwerpers het ontwikkelen van moderne meubelen te bespreken. De ontwerpen waren betaalbare meubelen die gebruik maakten van materialen die in de oorlogsjaren voorhanden waren. In 1942 brachten Risom en Knoll de eerste Knoll-meubelcatalogus uit. Het moderne Scandinavisch design dat een gemoedelijk alternatief was voor het strenge internationale functionalisme en de Scandinavische levensstijl waarin familie centraal staat, sprak de Amerikaanse middenklasse erg aan. Mede dankzij Knoll maakte het grote Amerikaanse publiek kennis met Scandinavisch design.

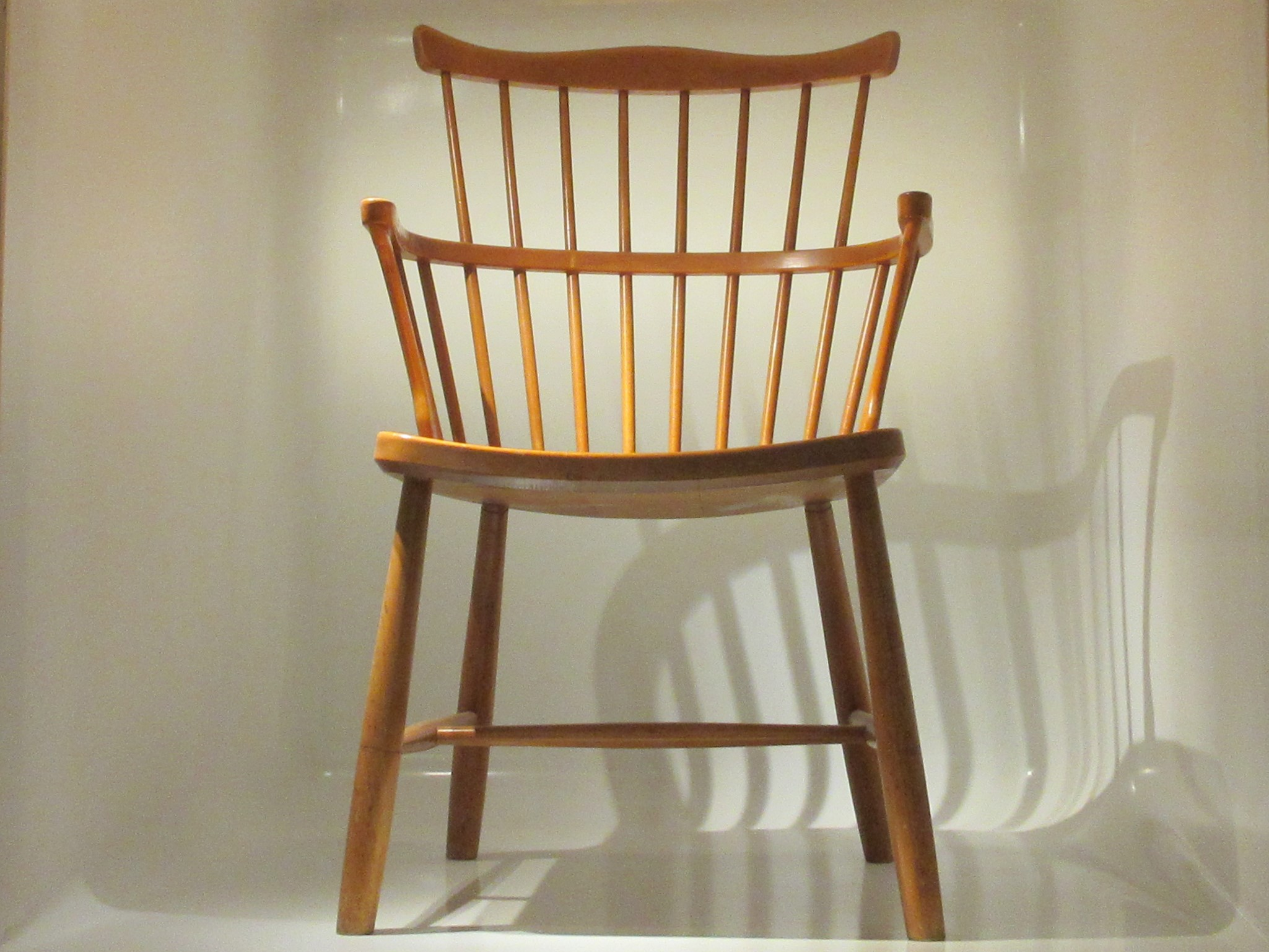
Model J52 (1943), Børge Mogensen.

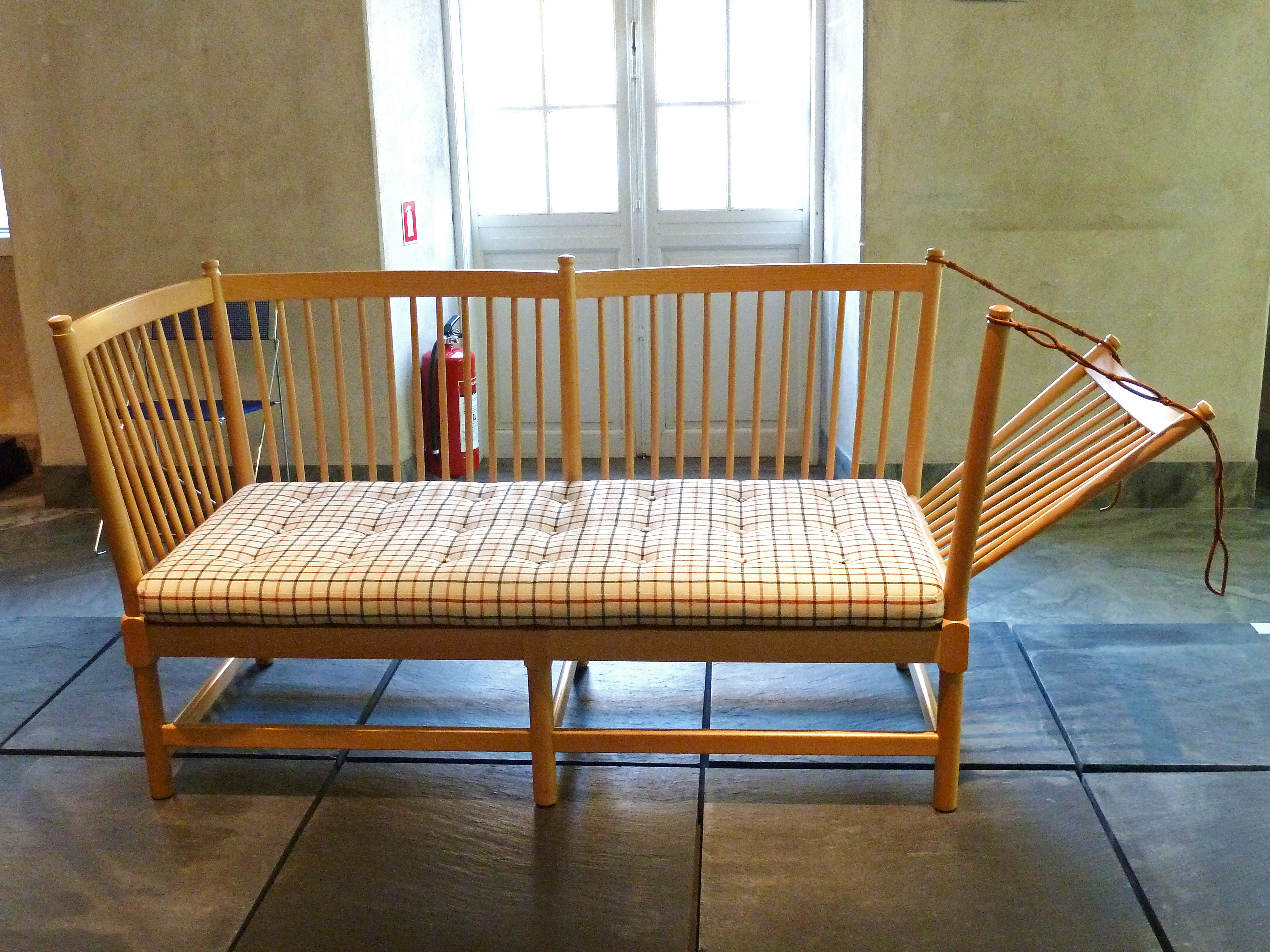
Spoke-back sofa (1945), Børge Mogensen

In 1942 werd in Denemarken meubelproducent FDB Møbler opgericht. De producent ontstond uit een coöperatie die in 1866 was opgericht en een focus had op het aanbieden van producten van goede kwaliteit tegen een betaalbare prijs. FDB Møbler zette dit gedachtegoed voort en richtte zich op het aanbieden van betaalbare meubelen, onder andere in Shaker- en Windsor-stijl. De meubelen van FDB Møbler vonden aftrek in zowel Denemarken als daarbuiten. FDB Møbler exporteerde onder meer naar de Verenigde Staten, de Sovjet-Unie en Engeland. De Deense meubelontwerper Børge Mogensen was tot 1950 als hoofdontwerper verbonden aan FDB Møbler. In 1943 ontwierp hij voor FDB Møbler Model J52: een houten stoel met een dubbele boogrug die gebaseerd was op een traditionele Windsorstoel. Tegelijkertijd was Mogensen ook werkzaam voor andere meubelproducenten. Voor de Deense meubelproducent Fredericia maakte Mogensen in 1945 een spijlenbank die bekend kwam te staan als de Spoke-back sofa.
Ook andere meubelontwerpers bleven in deze periode actief. Zo ontwierp Hans J. Wegner in 1944 de China stoel voor meubelproducent Fritz Hansen. Dit model was gebaseerd op traditionele stoelen uit de Chinese Ming-dynastie. Ontwerpers Arne Jacobsen en Poul Henningsen waren in 1943 gevlucht naar het neutrale Zweden. Jacobsen hield zich in Zweden bezig met het ontwerpen van textiel en behang. Tijdens de Tweede Wereldoorlog bleven de jaarlijkse tentoonstellingen van het meubelmakersgilde in Kopenhagen doorgaan. Finn Juhl presenteerde hier in 1944 zijn nieuwe model de 44-stoel. De stoel staat vanwege zijn vorm ook bekend als de Bone chair ("Bottenstoel").
Het gebouw van Den Permanente aan de Vesterbrogade in Kopenhagen werd in 1944 in gebruik genomen door politietroepen. De expositie van Deense meubelen verplaatste daarom tijdelijk naar een ander gebouw aan de Østergade in Kopenhagen. De opslag van meubelen verhuisde naar een magazijn dat toebehoorde aan de Holmegaard glasfabriek. Na de bevrijding van Denemarken in mei 1945 kon Den Permanente met behulp van een financiële bijdrage van de Deense staat terugkeren naar het pand aan de Vesterbrogade. Den Permanente verkreeg bij de terugkeer meer vloeroppervlakte dan voorheen en kreeg daarbij ook extra etalageruimte. Daarnaast was er een wisseling in het bestuur van de organisatie waarbij Aage Jensen aantrad als nieuwe voorzitter en uitgever Asger Fischer als directeur. Op 11 december 1945 heropende Den Permanente.
Na de Tweede Wereldoorlog ontving Denemarken dankzij het Marshallplan financiële steun van de Verenigde Staten. Hout uit eigen land was inmiddels schaars geworden, maar door de financiële steun was het voor de Deense overheid mogelijk om importtarieven op hout op te heffen wat een groot voordeel was voor de meubelmakers. Met name teakhout uit Thailand werd na de oorlogsjaren volop geïmporteerd. Thailand en Denemarken hadden sinds 1858 een handelsrelatie. De import van teakhout had als gevolg dat deze houtsoort tussen 1952 en 1958 een van de meest gebruikte houtsoorten werd voor Deense meubelen die naar de Verenigde Staten werden geëxporteerd. Ook consumenten uit buurland Duitsland hadden een voorkeur voor deze houtsoort. Mede hierdoor bestaat er een grote associatie tussen teakhout en Deense meubelen.

### Noordse eenheid
Voor de Tweede Wereldoorlog bestond er reeds een grote solidariteit tussen de Noordse landen. In 1919 werden Noorwegen, Denemarken en Zweden onderdeel van de Foreningen Norden (De Noordse Vereniging) die als doel had om de samenwerking tussen de landen te versterken. Finland sloot zich hier in 1924 bij aan. De solidariteit tussen de Noordse landen werd door de gebeurtenissen tijdens de Tweede Wereldoorlog verder versterkt.
In 1945 kwam vanuit Denemarken het idee om samen met de andere Noordse landen iedere twee jaar een congres over Noordse toegepaste kunsten te organiseren. Deze vonden plaats in Kopenhagen (1946), Oslo (1948 en 1952), Stockholm (1950) en Helsinki (1954). Tijdens deze congressen werd er gesproken over hoe de Noordse landen zich als eenheid konden presenteren. Hoewel de afzonderlijke landen werden gepresenteerd als een deel van een groter geheel met overeenkomstige waarden, was het tegelijkertijd een maatstaf voor de individuele prestaties van ieder land. Tussen de landen onderling bestond enige concurrentie, waarbij ieder land eigen specialismen had. Daarnaast was ieder land afhankelijk van de eigen politiek, met name het buitenlandse beleid, en de eigen economie.
Voor de Wereldtentoonstelling van New York in 1939 had Denemarken voorgesteld om als Scandinavisch collectief deel te nemen. Volgens ontwerper Kay Bojesen was Denemarken het gretigst om samen te werken, aangezien zij met een samenwerking grotere successen konden behalen. Zij zagen volgens Bojesen de andere Scandinavische landen, met name Zweden, als concurrentie. Daarnaast presenteerden de Scandinavische landen allemaal soortgelijke ontwerpen. Door als collectief deel te nemen, werd het competitieve element weggenomen. De andere Scandinavische landen gingen echter niet akkoord met het Deense voorstel.
In Denemarken was de Nationale Vereniging van Deense Ambachten verantwoordelijk voor het promoten van Deens design in het buitenland. Zij deden dit door middel van het organiseren van internationale tentoonstellingen en beurzen. Daarnaast gaf de vereniging vanaf 1948 het tijdschrift Dansk Kunsthaandværk (Deense ambachten) uit. Deze had als doel om "het bewustzijn van Deense ambachten te bevorderen en bij te dragen aan de voortdurende ontwikkeling ervan, zowel wat betreft kwaliteit als commerciële kansen". Tijdens de Tweede Wereldoorlog had de Nationale Vereniging van Deense Ambachten plannen gemaakt voor exposities in de Verenigde Staten, aangezien het land goede exportmogelijkheden bood. Tijdens gesprekken met het Museum of Modern Art (MoMA) in New York eind 1947 en begin 1948 sprak het museum de voorkeur uit voor een expositie met Noords design. De reden hiervoor lag mogelijk bij het feit dat ook de Svenska Slöjdföreningen (de Zweedse ambachtsvereniging) het museum een soortgelijke vraag had gesteld. Daarnaast had Edgar Kaufmann Jr., curator en hoofd van de Department of Industrial Design bij het MoMA, grote interesse in het werk van de Finse ontwerper en architect Alvar Aalto. Door een wijziging van prioriteiten van het MoMA in 1949 werd de expositie uiteindelijk niet gerealiseerd.

### Stijlontwikkelingen

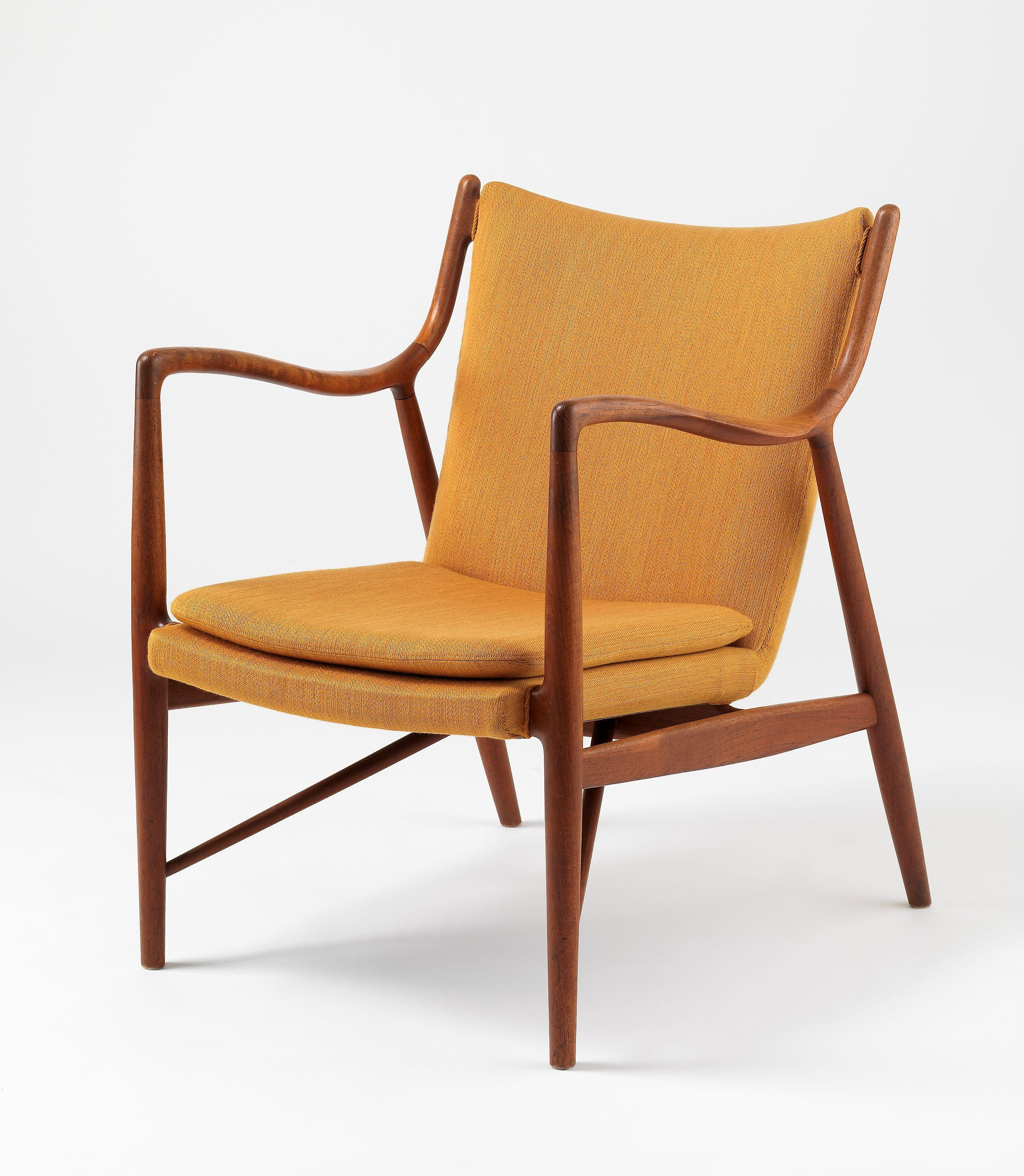
FJ-45 (1945), Finn Juhl.

Begin jaren veertig begon er een verschuiving te ontstaan waarbij ontwerpers in meer of mindere mate afstand deden van de ontwerpideologie van Kaare Klint. De ideologie van Klint ging uit van functionaliteit boven vorm, vakmanschap en het gebruik van traditionele materialen zoals hout.
Jonge ontwerpers zoals Finn Juhl en Hans J. Wegner begonnen met het experimenteren met nieuwe, expressievere vormen. De focus op functionaliteit bleef, maar deze werd op een vrijere manier geïnterpreteerd. De keuze voor hout als materiaal en de focus op vakmanschap bleef bij de ontwerpen van Juhl en Wegner nagenoeg onveranderd. Vanaf de tweede helft van de jaren veertig werd er ruimte gemaakt voor het vergroten van de productie. Meubelproducenten begonnen zich in die periode te realiseren dat er een grote markt was voor moderne meubelen. Ontwerpers pasten hun ontwerpen zo aan dat deze gemakkelijker waren om te produceren, zodat deze sneller en op grotere schaal konden worden gefabriceerd. Eind jaren veertig startte Wegner een samenwerking met meubelproducent Carl Hansen & Søn.  Zowel Juhl als Wegner waren geen voormalig studenten van Klint en om die reden minder gebonden aan zijn ontwerpideologie. Met name Juhl was een groot voorstander van het laten produceren van meubelen op grote schaal. Begin jaren vijftig werden de meubelen zowel met de hand als met behulp van machinale gereedschappen gemaakt. Finn Juhl en Hans J. Wegner waren een van de eerste ontwerpers die met zowel traditionele meubelmakers als met grote meubelproducenten samenwerkten.
Datzelfde decennium ontstond een tweede stijlverandering in Denemarken die meer overeenkomsten had met het modernisme uit de rest van Europa. Ontwerpen in deze stijl werden in Denemarken vertegenwoordigd door onder meer Arne Jacobsen en Poul Kjærholm. Hun ontwerpen werden veelal gemaakt met vernieuwende materialen zoals staal en kunststof. Door de materiaalkeuze en de ontwikkeling van nieuwe productiemethodes werd het mogelijk om ontwerpen op zeer grote schaal te laten produceren. Hierdoor was de samenwerking met traditionele meubelmakers niet meer noodzakelijk.

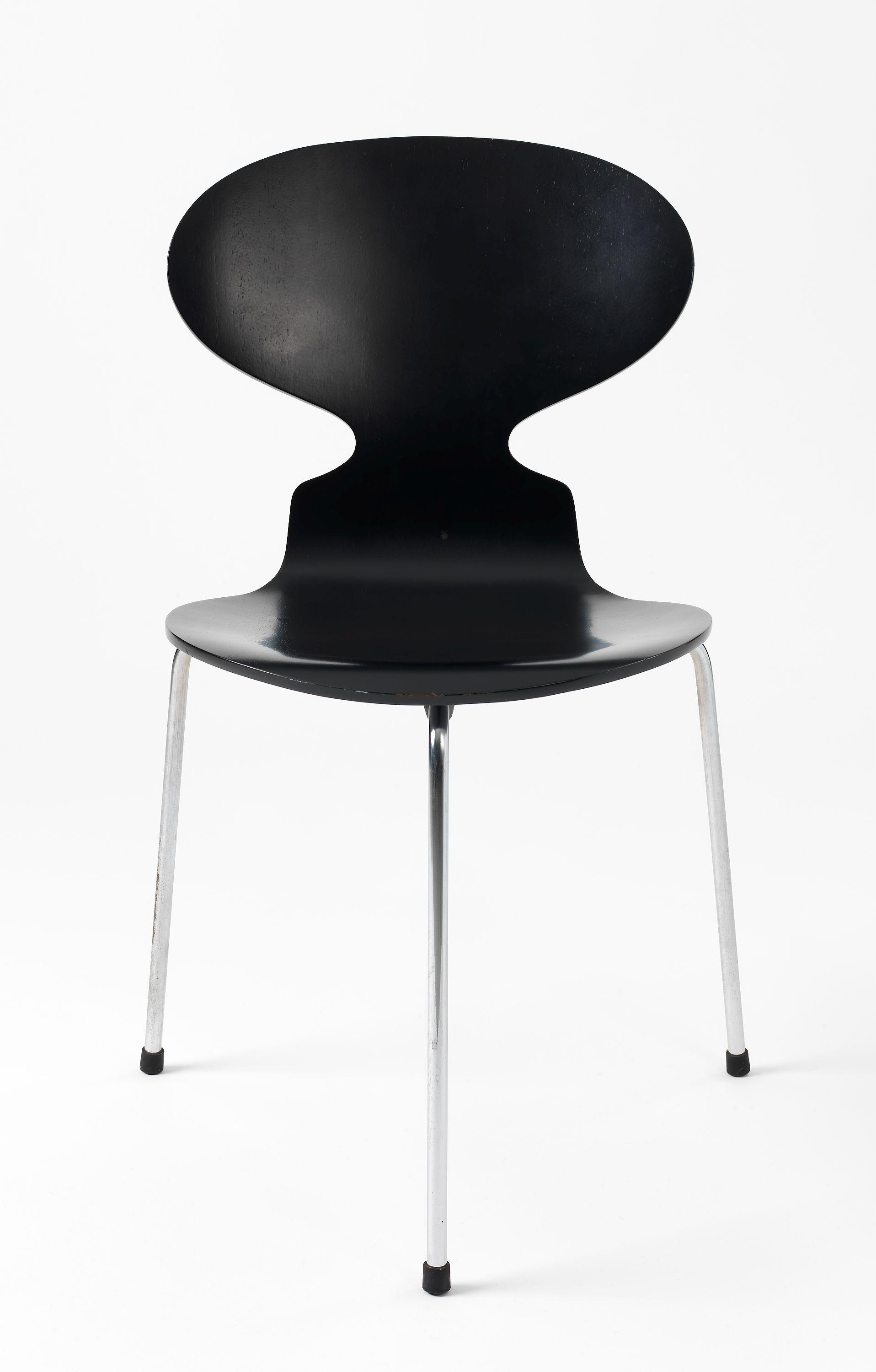
Model 3100 (1951), Arne Jacobsen.

### Massaproductie
Meubelproducent Fritz Hansen was in deze periode een van de weinige producenten die innoveerde op het gebied van meubelproductie. Reeds in de jaren twintig hield de meubelproducent zich bezig met het produceren van meubelen op grote schaal. Daarnaast was het de eerste Deense meubelproducent die flat-pack meubelen produceerde en het bedrijf was zeer internationaal gericht. Voor het uitbreiden van het aanbod van meubelen die gemaakt konden worden door middel van massaproductie schreef de fabrikant ontwerpwedstrijden uit.
Na de Tweede Wereldoorlog ging Fritz Hansen de samenwerking aan met Arne Jacobsen voor het ontwerp van een stoel die geschikt was voor massaproductie. Hier kwam in 1951 Model 3100, vanwege zijn vorm beter bekend als de Mier of Ant chair, uit voort. Model 3100 werd hiermee de eerste in massa geproduceerde Deense stoel. Voor Jacobsen was dit ontwerp het begin van zijn carrière als industrieel ontwerper.
De stoel was oorspronkelijk bedoeld voor gebruik in de kantine van het Deense farmaceutische bedrijf Novo Industri waarvoor Jacobsen in 1935 de fabriek had ontworpen. Het model werd in 1952 door Fritz Hansen in productie genomen. Model 3100 was de eerste uit de serie van 'schelpstoelen' die Jacobsen ontwierp voor Fritz Hansen. De opvolgers van Model 3100, waaronder Serie 7 (de Vlinderstoel) uit 1955, werden iconen van modern Deens design.

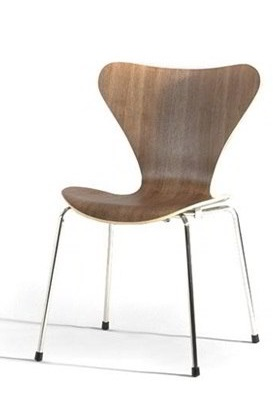
Serie 7 (1955), Arne Jacobsen.

De vorm van de houten zitting van Model 3100, gemaakt van negen lagen fineer, was gekozen zodat de zitting niet barst als deze met behulp van stoom in de juiste vorm wordt gebogen. Model 3100 bestaat uit twee onderdelen die eenvoudig in elkaar gezet kunnen worden. Ondanks dat het model was bedoeld voor massaproductie, was het voor Jacobsen belangrijk om kwaliteit, zoals deze te zien is in handgemaakte producten, te behouden. De keuze voor de drie poten was gebaseerd op een melkkruk en was zowel van functionalistische als economische aard: door de drie poten zou de stoel op elke ondergrond stabiel staan en daarnaast was het goedkoper om drie poten te produceren dan vier.
Bij het ontwerp had Jacobsen rekening gehouden met de gebruiker en de ruimte waarin de stoel geplaatst zou worden: "Ik heb gekeken naar de behoefte: wat voor stoelen zijn er nodig? Ik zag een gebruik voor een nieuw type stoel voor de kleine gecombineerde keuken- en eetruimtes die nu gebruikelijk zijn in de meeste nieuwbouw: een kleine, lichtgewicht, betaalbare stoel. Verder heb ik hem zo ontworpen dat hij bijvoorbeeld in kantines gebruikt kan worden als stapelstoel. Je kunt hem stapelen door de stoelen in elkaar te schuiven, wat zowel tijd als arbeid bespaart."
Doordat de stoel opgestapeld kan worden is het gemakkelijker om ze in groten getale te exporteren. Ondanks dat het ontwerp vooral heel functioneel was, werd het ook geprezen om zijn uiterlijk. In 1954 werd de stoel omschreven als: "Oorspronkelijk bedoeld als kantinestoel past hij zelfs in de meest exclusieve omgevingen met aristocratisch gemak. [Het heeft] bewezen een prototype te zijn van wat een goede stoel zou moeten zijn en het is een van de weinige die de anonimiteit van het goed ontworpen artikel voor dagelijks gebruik combineert met de abstracte waarde van de artistieke vorm".

### Middenklasse
Met de ontwikkeling van de welvaartsstaat na de Tweede Wereldoorlog versterkte het belang van sociale rechtvaardigheid en democratie. Tegelijkertijd ontstond er een verschuiving in de sociale klassen. De arbeidersklasse, waarvoor de laaggeprijsde meubelen oorspronkelijk bedoeld waren, hield deels op te bestaan. In plaats daarvoor ontstond er in Denemarken een grote middenklasse die meer te besteden had. Ontwerpers en producenten begonnen zich te richten op deze klasse en de prijs van de meubelen steeg. Doordat veel mensen in diezelfde periode verhuisden naar grotere appartementen en huizen, steeg de vraag naar meubelen. Warenhuizen adverteerden in deze periode hun aanbod in kranten en tijdschriften en het aantal winkels dat moderne meubelen verkocht steeg. Het devies was dat moderne meubelen pasten bij een moderne levensstijl en de groep consumenten die moderne meubelen kocht bleef groeien.
Volgens professor Per Hansen van de Copenhagen Business School had de marketing van modern Deens design die begon in de jaren dertig als gevolg dat als er over een meubelstuk werd gesproken als een typisch voorbeeld van modern Deens design, dit bij de consument direct een bepaald beeld of bepaalde associaties opriep. Er werd een narratief gecreëerd waarin Deense moderne meubelen symbool stonden voor goede smaak en een bepaalde levensstijl. Hierdoor werd Danish modern gezien als een nieuw merk met een eigen merkidentiteit waarmee men zich kon identificeren en waarmee de globale markt aangesproken kon worden.
Volgens Lazette van Houten, redacteur van het vakblad Retailing Daily, was het voor jonge Amerikanen uit de middenklasse onmogelijk om werken van kunstenaars als Gauguin of Matisse te bezitten. Voor hen was het echter wel mogelijk om een stoel of tafel te kopen die gemaakt was in de werkplaats van een vakman, aldus Van Houten. Een studie die werd uitgevoerd in de Verenigde Staten toonde een verband aan tussen het aankopen van moderne bezittingen en een hoge sociale status. Daarnaast bestond er ook een connectie tussen het bezitten van moderne goederen en het hebben van een moderne denkwijze. Personen die kozen voor een meer traditionele inrichting van hun woning, hadden over het algemeen ook een conservatievere blik op de wereld.

## De gouden jaren
De jaren vijftig waren de hoogtijdagen van het moderne Deense design. In dit decennium ontstond er internationaal, met name in de Verenigde Staten, een steeds grotere interesse in Deens en Scandinavisch design. In Nederland werd het Scandinavisch design volop gepromoot door onder meer warenhuis De Bijenkorf. Na de Tweede Wereldoorlog was er een stijlverschuiving ontstaan in het meubelassortiment waarbij meubelen in onder andere Rococo en Queen Anne-stijl werden vervangen door moderne Scandinavische meubelen. Tijdens de jaarlijkse expositie 'Ons Huis, Ons Thuis' kregen klanten van de Bijenkorf de nieuwste interieurtrends te zien waar Scandinavische meubelen onderdeel van waren. Net zoals de Nederlanders woonden de Denen in kleine woningen en hadden zowel de Denen als de Nederlanders behoefte aan multifunctionele meubelen, aldus De Bijenkorf. Ook het Nederlandse warenhuis Vroom en Dreesmann verkocht Scandinavische meubelen. Zij vergeleken de invloed die Denemarken, Zweden en Finland hadden op de woninginrichting met de invloed die Parijs had op de damesmode.
Door de devaluatie van de Britse pond in september 1949, devalueerde ook de Deense kroon waardoor deze 30% minder waard werd. Voor Amerikaanse consumenten betekende dit dat het voor hen goedkoper werd om Deense producten te kopen. Het reeds gevestigde succes van Zweden in de Verenigde Staten had ook voordelen voor Denemarken. Tijdens de Wereldtentoonstelling van New York in 1939 werd Zweeds design getoond onder de noemer 'Swedish Modern'. Deze ontwerpstijl floreerde in de jaren veertig. In Denemarken werd er tevens gezocht naar een naam voor de ontwerpstijl van de moderne Deense meubelen. Aan einde van de jaren veertig brak de stijl internationaal door en in de jaren vijftig kreeg het de naam 'Danish modern'. In datzelfde decennium oversteeg de populariteit van modern Deens design dat van Zweeds design.

### Danish modern in de Verenigde Staten

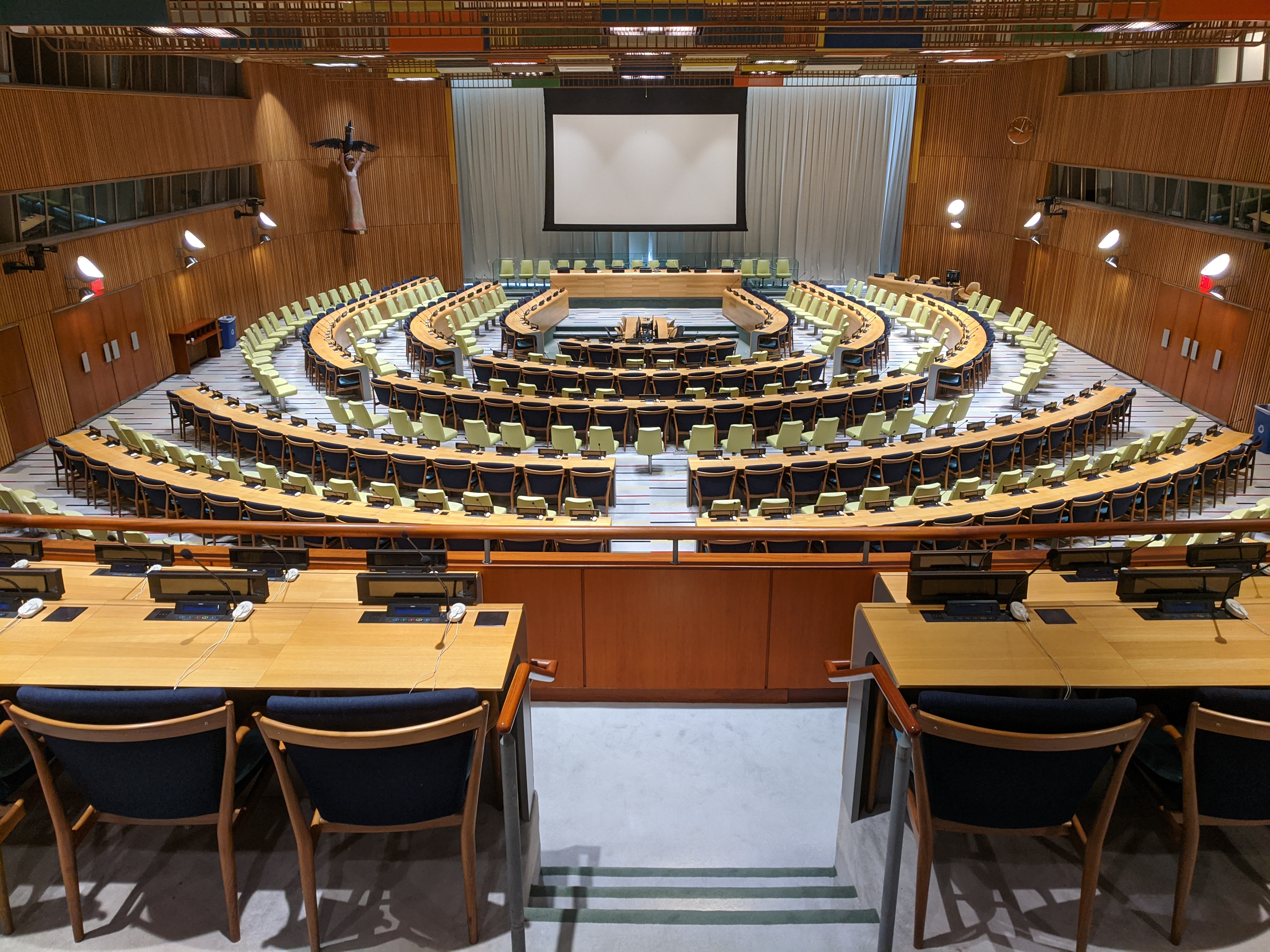
Vergaderzaal van de Trustschapsraad (1951), Finn Juhl.

Finn Juhl verwierf eind jaren veertig bekendheid in de Verenigde Staten. Een centrale rol in deze bekendheid speelde Edgar Kaufmann Jr.. Kaufmann Jr. schreef in het Amerikaanse woontijdschrift Interiors regelmatig lovende stukken over het werk van Juhl. Een artikel van Kaufmann Jr. in Interiors uit 1948 introduceerde Juhl aan het Amerikaanse publiek. Juhl werd hiermee de belangrijkste Deense ontwerper in de Verenigde Staten. In 1950 werd Juhl samen met de Zweedse architect Sven Markelius en de Noorse architect Arnstein Arneberg gevraagd voor het ontwerpen van vergaderzalen van het hoofdkwartier van de Verenigde Naties in New York. Juhl werd verantwoordelijk voor het ontwerp van de vergaderzaal van de Trustschapsraad. In 1951 werd het werk van Juhl geëxposeerd tijdens de tentoonstelling Good Design in Chicago. Deze tentoonstellingen werden georganiseerd door Kaufmann Jr.. Datzelfde jaar ging Juhl een samenwerkingsverband aan met de Amerikaanse meubelproducent Baker Furniture uit Michigan. Voor Baker Furniture ontwierp Juhl 24 stukken, waaronder tafels, stoelen, bureaus, opbergsystemen en dressoirs die aangeboden werden voor een betaalbare prijs. De meubelproducent produceerde en verkocht vanaf 1951 de ontwerpen van Juhl in de Verenigde Staten. Juhls ontwerpen werden uitgevoerd op grote schaal, zonder dat er werd ingeboet op kwaliteit en vakmanschap. Hij was hiermee een van de eerste meubelontwerpers die zijn ontwerpen op grote schaal liet produceren. In dezelfde periode ging Juhl een samenwerking aan met de Deense producenten France & Daverkosen en Bovirke. De ontwerpen voor Bovirke werden in New York verkocht door George Tanier van Swedish Modern Inc.. Juhl verkreeg hiermee meer bekendheid in zowel de Verenigde Staten als in Denemarken.

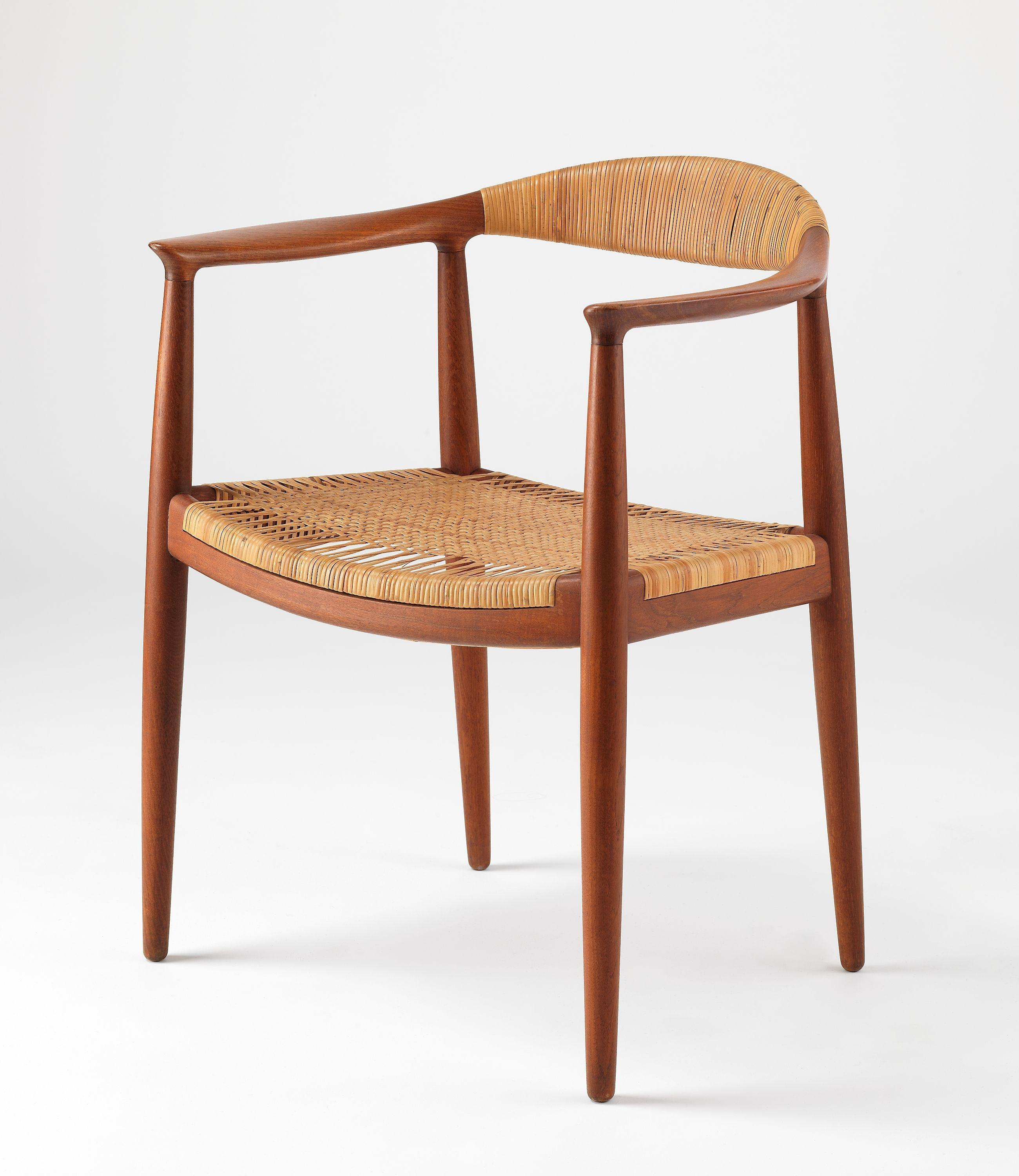
Model 501, "de stoel" (1949), Hans J. Wegner. Het ontwerp werd een symbool van de moderne Deense designbeweging.

Het bedrijf Swedish Modern Inc. was eind jaren veertig gestart met het exporteren van Zweedse meubelen naar de Verenigde Staten. In 1949 huurde zakenman George Tanier van Swedish Modern Inc. een volledige verdieping van de winkel van Georg Jensen Inc. in New York om meubelen van Hans J. Wegner tentoon te stellen. Hierdoor verkregen Wegner en zijn werk meer bekendheid in de Verenigde Staten.
Wegners ontwerp Model 501, ook bekend als "de stoel" of "ronde stoel", uit 1949 werd besproken in het februarinummer van het Amerikaanse tijdschrift Interiors in 1950 en zorgde uiteindelijk voor Wegners internationale doorbraak in de Verenigde Staten. Model 501 werd ook wel "de stoel" genoemd, omdat het model werd beschouwd als de perfecte stoel. Wegners antwoord hierop was "Er is niets nieuws aan. Het had 200 jaar geleden gemaakt kunnen worden." Het ontwerp werd een symbool van de moderne Deense designbeweging.
Enkele belangrijke Amerikaanse figuren in het promoten van Danish modern in de Verenigde Staten waren Edgar Kaufmann Jr. en de industrieel ontwerper George Nelson. In 1950 was Kaufmann Jr. de initiatiefnemer van de Good Design exposities. Deze exposities werden gehouden op verschillende plekken in de Verenigde Staten en droegen bij aan het succes van Danish modern. Daarnaast waren Amerikaanse winkels die Deense meubelen en gebruiksvoorwerpen aanboden, waaronder Georg Jensen Inc. en George Tanier Inc., Herman Miller, Svend Wohlert, John Stuart Inc., Raymor en Selig, belangrijke schakels in het verspreiden van Deens design op de Amerikaanse markt.
De Deense organisatie Den Permanente groeide in de jaren vijftig tevens uit tot een belangrijke speler in het promoten van Deens design in het buitenland, met name door het organiseren van tentoonstellingen. Deze tentoonstellingen waren zowel exposites met enkel Deense producten als exposites waarbij werd samengewerkt met de andere Noordse landen. De organisatie was betrokken bij Europese exposities zoals Formes Scandinaves (1958) in Parijs en de Triënnales van Milaan. Daarnaast verzorgden zij grote exposities in Noord-Amerika zoals Design in Scandinavia (1954-1957) en The Arts of Denmark: Viking to Modern (1960-1961).

### Noordse doorbraak
In 1951 vond de eerste gezamenlijke tentoonstelling van Noords design plaats buiten een van de Noordse landen. De tentoonstelling Scandinavia at Table in Londen werd georganiseerd door de British Council of Industrial Design. In dezelfde periode als de Scandinavia at Table tentoonstelling werd er in het Londense meubelwarenhuis Heal's een commerciële expositie gehouden met de naam Scandinavian design for Living. Bij deze tentoonstelling werd de term 'Scandinavisch design' voor het eerst gebruikt. Aanvankelijk werden enkel Denemarken, Zweden en Noorwegen tot Scandinavië gerekend, maar in met name Engelstalige landen worden ook Finland, IJsland, Groenland en de Faeröer als onderdeel van Scandinavië gezien. Hierdoor werd 'Scandinavisch' synoniem voor 'Noords'.

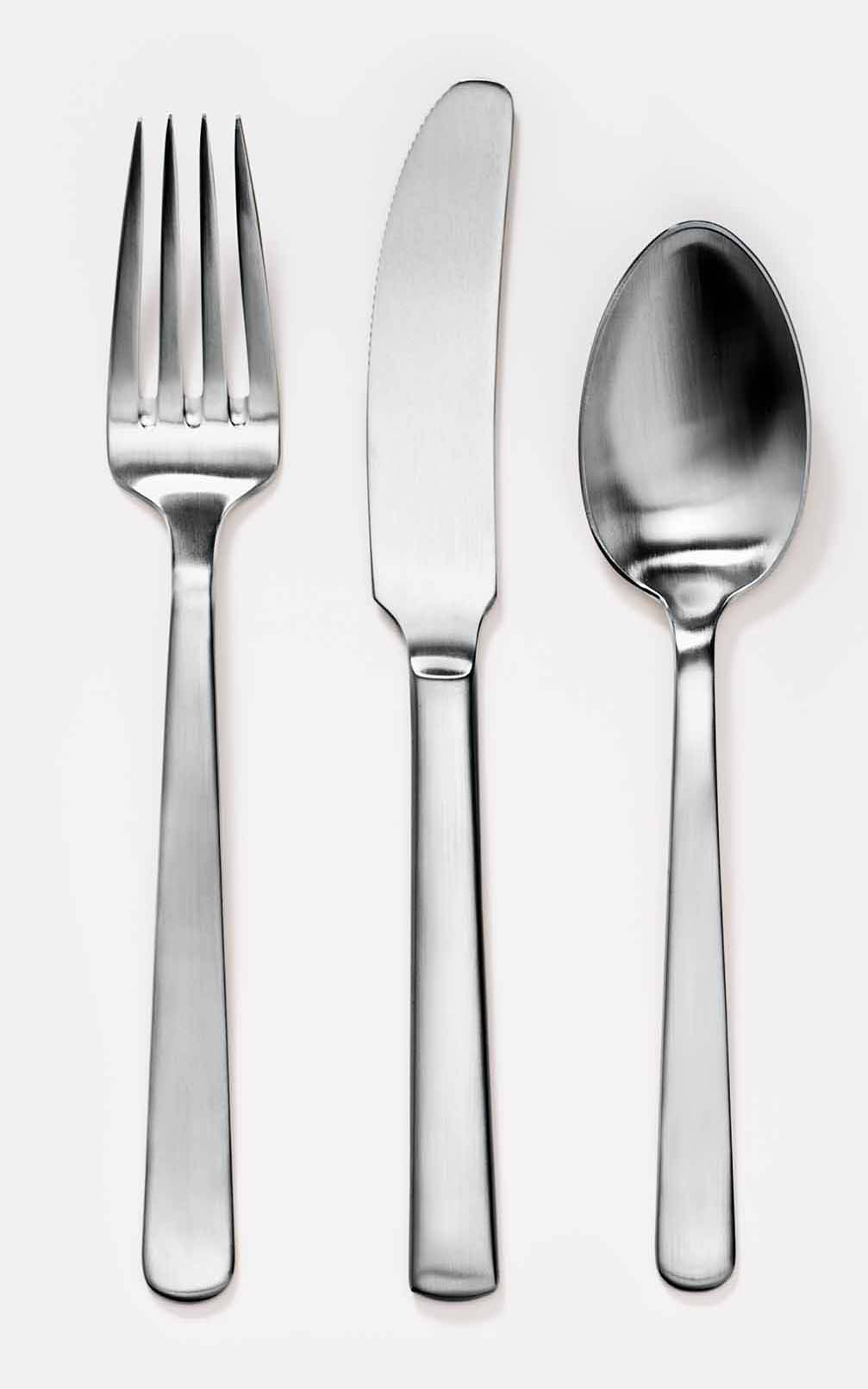
Grand Prix (1938), Kay Bojesen. Winnaar Grand Prix, Triënnale van Milaan 1951.

Het was de negende Triënnale van Milaan in 1951 die wordt gezien als de definitieve doorbraak van Noords design. Vanaf de jaren vijftig werd de focus op architectuur tijdens de triënnale langzaamaan losgelaten en was er meer plaats voor industriële vormgeving en toegepaste kunst. In 1951 nam Denemarken voor het eerst sinds het einde van de Tweede Wereldoorlog deel aan de triënnale, Noorwegen en IJsland konden vanwege financiële problemen niet meedoen. De deelname van Denemarken kwam redelijk onverwacht. In augustus 1950 peilde Zweden naar de deelnames van de andere Noordse landen, maar het Deense ministerie van Handel had op dat moment nog geen beslissing genomen. Volgens Viggo Sten Møller, de voorzitter van de Nationale Vereniging van Deense Ambachten, kwam de beslissing op "onredelijk korte termijn". In 1951 bekritiseerde hij in het tijdschrift Dansk Kunsthaandværk de overheid op de manier waarop het subsidieproces was verlopen.
De Deense tentoonstelling op de triënnale werd ontworpen door architect Erik Herløw. Herløw was daarnaast ook verantwoordelijk voor het uitkiezen van de voorwerpen die getoond werden. Voor het ontwerp van de tentoonstelling ontving hij een Grand Prix. Naast Herløw wonnen ook Kay Bojesen, Axel Salto en Hans J. Wegner een Grand Prix. Bojesen ontving deze voor zijn zilveren bestekset die hij na afloop van de triënnale de naam 'Grand Prix' gaf. Zilversmid Magnus Stephensen won een gouden medaille voor zijn zilverwerk en ontwerpduo en echtpaar Nanna en Jørgen Ditzel wonnen een zilveren medaille voor de Kettal Basket stoel. Peter Hvidt van Hvidt & Mølgaard Studio ontving een eervolle vermelding voor zijn meubelontwerp. Ontwerpster Grete Jalk deed in 1951 voor het eerst mee aan de Triënnale van Milaan, maar won geen prijzen.  Naast Denemarken behaalden ook Zweden en Finland goede resultaten op de triënnale. Met name Finland had veel succes: het land won in totaal 25 prijzen, waaronder zes Grands Prix. Om die reden wordt de triënnale van 1951 gezien als de "Noordse doorbraak" en werden de jaren vijftig de belangrijkste jaren van het Deense en Noordse design.
In hetzelfde jaar als het grote succes op de triënnale werd in de Verenigde Staten de Lunningprijs geïntroduceerd. De prijs werd geïnitieerd door de Deense zakenman Frederik Lunning en gaf Scandinavisch design een nog grotere bekendheid in de Verenigde Staten. Het doel van de prijs was de "ondersteuning van getalenteerde en originele Noordse ambachtslieden en industrieel ontwerpers - bij voorkeur jonge mensen - voor wie een zorgvuldig geplande en langdurige studieperiode in het buitenland van groot of doorslaggevend belang is voor hun artistieke ontwikkeling en praktische prestaties."  Ieder jaar werd de prijs aan twee Noordse ontwerpers uitgereikt. De prijs werd omschreven als de 'Nobelprijs van Scandinavisch design'. De ontwerpers ontvingen naast een geldprijs de mogelijkheid om hun werken in de Georg Jensen Inc. winkel in New York tentoon te stellen. In 1951 werd de Lunningprijs voor het eerst uitgereikt, de eerste winnaars waren de Deense ontwerper Hans J. Wegner en de Finse ontwerper Tapio Wirkkala. Andere Deense winnaars waren Henning Koppel (1953), Jens Harald Quistgaard (1954), Jørgen en Nanna Ditzel (1956), Poul Kjærholm (1958), Vibeke Klint (1960), Kristian Solmer Vedel (1962), Bent Gabrielsen (1964), Erik Magnussen (1967), Helga en Bent Exner (1969) en Kim Naver (1970).

### Design in Scandinavia

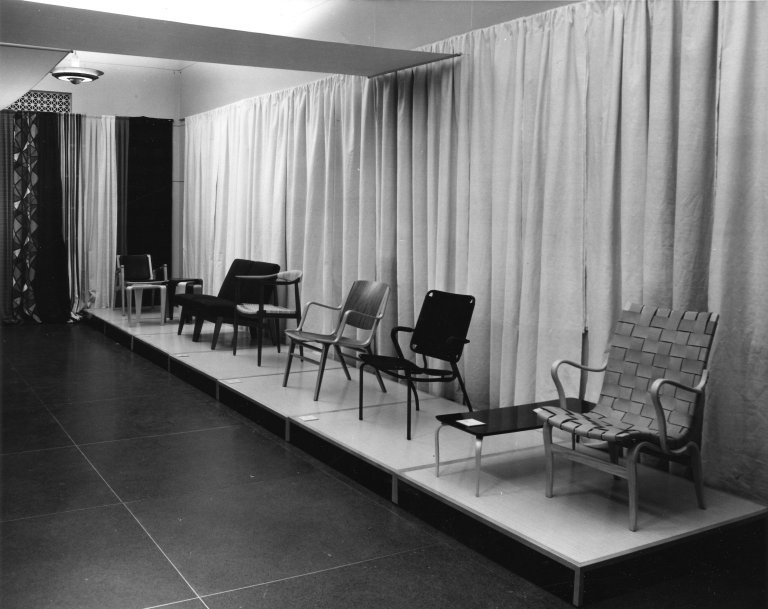
Expositie Design in Scandinavia in het Brooklyn Museum, 1954.

Het succes tijdens de Triënnale van Milaan bleef niet onopgemerkt. Elizabeth Gorden, hoofdredacteur van het Amerikaanse tijdschrift House Beautiful, maakte samen met kunsthistoricus Leslie Cheek plannen om een tentoonstelling met Noordse kunst te organiseren in New York. Plannen voor een dergelijke expositie bestonden sinds het einde van de jaren dertig, maar konden vanwege financiële problemen niet worden uitgevoerd. De plannen waren deels een voortzetting van de plannen die gemaakt waren voor een expositie in het Museum of Modern Art (MoMa) in New York die zou plaatsvinden in 1949, maar niet werd gerealiseerd.
De tentoonstelling werd mede georganiseerd door de Nationale ambachtsverenigingen van Denemarken, Zweden, Finland en Noorwegen. De expositie was volledig non-commercieel, desondanks hoopten de ambachtsverenigingen dat de tentoonstelling zou fungeren als een manier om veel publiciteit te genereren voor hun landen en ontwerpen.
De tentoonstelling Design in Scandinavia: An Exhibition of Objects for the Home from Denmark, Finland, Norway, Sweden reisde tussen 1954 en 1957 door de Verenigde Staten en Canada. Deze tentoonstelling wordt gezien als de belangrijkste tentoonstelling wat betreft de promotie van Scandinavisch design in het buitenland en het ontwikkelen van een uniforme Scandinavische ontwerptaal. Enkele Deense ontwerpers, zoals Finn Juhl en Hans J. Wegner, hadden al enige bekendheid in de Verenigde Staten, maar voor het grote publiek in de Verenigde Staten en Canada was deze tentoonstelling de manier waarop zij kennismaakten met Scandinavisch design. Op de tentoonstelling werden er ontwerpen uit Denemarken, Zweden, Finland en Noorwegen getoond. Het ontwerp van de expositie lag in handen van de Deense architect Erik Herløw die in 1951 ook verantwoordelijk was geweest voor de Deense expositie op de Triënnale van Milaan.

Poster Design in Scandinavia.

De deelnemende landen hadden allemaal andere beweegredenen om mee te doen aan de tentoonstelling. Denemarken wilde de focus leggen op de verschillen in ontwerpculturen van de landen, terwijl Finland hoofdzakelijk geïnteresseerd was in het verder promoten van Finse producten. Ook in de voorwerpen die getoond werden, zat grote verscheidenheid. Zo presenteerde Noorwegen traditionele gebreide sokken en stelde Denemarken meubelen als Model 3100 (de Mier) van Arne Jacobsen en de Chieftain stoel van Finn Juhl tentoon.
In totaal werden ontwerpen van 88 verschillende Deense ontwerpers geëxposeerd. Dit waren er veel meer vergeleken bij Finland, Zweden en Noorwegen, waar werken van respectievelijk 37, 66 en 59 ontwerpers werden tentoongesteld. Bij de besprekingen over de tentoonstelling werd besloten dat Denemarken meer ruimte moest krijgen om meubelen te exposeren, aangezien deze al grote bekendheid hadden in de Verenigde Staten.
De tentoonstelling was te zien op 24 verschillende locaties en ontving ongeveer 660.000 bezoekers. Het succes van de tentoonstelling bleek voor Denemarken een drijvende kracht voor export van Deense meubelen en toegepaste kunst naar de Verenigde Staten in de jaren vijftig. Dit was grotendeels te danken aan de marketingcampagnes die rond de tentoonstelling waren opgezet. Lokale warenhuizen en winkeliers hielden in de periode dat de tentoonstelling hun stad aandeed themaweken waarin zij de focus legden op Scandinavische producten.
In 1968 reisde de tentoonstelling door Australië. De ontwerpen werden geprezen voor hun "koele, sobere elegantie", "eenvoud van middelen" en "zuivere pragmatische bruikbaarheid". Naar aanleiding van de tentoonstelling was er in Sydney en Melbourne vraag naar een permanente tentoonstellingsruimte voor Scandinavisch design.

### Export
Dankzij het internationale succes van individuele ontwerpers en de tentoonstellingen over Deens en Scandinavisch design, werd Danish modern een steeds groter begrip in de Verenigde Staten. De export van Deense producten werd bijna vervijfvoudigd tussen 1950 en 1954. Ongeveer de helft van alle meubelen die in deze periode in Denemarken werd gemaakt, werd naar de Verenigde Staten geëxporteerd. Om te kunnen voldoen aan de exportvraag, moesten aanpassingen gedaan worden aan het productieproces. Toen Model 501 van Hans J. Wegner in 1950 in het Amerikaanse tijdschrift Interiors verscheen, had meubelproducent Johannes Hansen slechts een kleine werkplaats en exporteerde de producent niet naar het buitenland. Tegen 1955 was ongeveer twee derde van de meubelen die werd geproduceerd door Hansen bedoeld voor de export en was de producent genoodzaakt de meubelproductie op een andere, grotere locatie voort te zetten. De export naar de Verenigde Staten richtte zich hoofdzakelijk op grote steden als New York, San Francisco, Los Angeles en Chicago. In Canada werden de meubelen vooral verscheept naar Toronto en Vancouver. Dit waren de plekken waar de aanbieders van modern Deens design zich bevonden.
Deense en Scandinavische meubelen voor de Amerikaanse markt werden vanwege het verschil in smaak aangepast. Amerikaanse consumenten gaven de voorkeur aan donkere en exotische houtsoorten als teak, palissander en wengé, in tegenstelling tot de lichtere houtsoorten zoals beuken en essenhout dat in Scandinavië gangbaarder was. Daarnaast produceerden Deense en Scandinavische meubelproducenten ook volledige slaapkamersets voor de Amerikaanse markt, iets wat voor de Scandinavische markt ongebruikelijk was. De verkoop van Deense meubelen concentreerde zich aanvankelijk in New York waar ze verkocht werden bij speciaalzaken, maar verspreidde zich over de rest van het land. Tegen 1960 werden Deense en Scandinavische meubelen niet enkel verkocht bij gespecialiseerde winkels, maar ook in grote warenhuisketens als Bloomingdale's, Lord & Taylor en Macy's. Naast de Verenigde Staten waren ook Europese landen als Zweden, het Verenigd Koninkrijk en Duitsland grote afnemers van Deense meubelen.
In 1960 werd ongeveer 75% van de meubelen die verkocht werden via Den Permanente geëxporteerd naar het buitenland, met name naar de Verenigde Staten. Daarnaast waren de in het Verenigd Koninkrijk en Duitsland gestationeerde Amerikaanse militairen goede klanten van Den Permanente. Meubelen die zij in Kopenhagen kochten, namen zij na hun diensttijd mee naar de Verenigde Staten. Om deze doelgroep tegemoet te komen, openden Deense retailers pop-up showrooms in de buurt van Amerikaanse legerbasissen. Daarnaast waren er ook vele Amerikaanse toeristen die meubelen kochten bij Den Permanente en andere Deense aanbieders van moderne meubelen. De influx van Amerikaanse toeristen in Scandinavië kwam mede door de Scandinavian Design Cavalcade; een jaarlijkse georganiseerde reis door de Noordse landen waar toeristen langs design exposities reisden. In de periode dat de reis georganiseerd werd, boden aanbieders van Deense designproducten catalogi aan in het Engels met prijzen in Amerikaanse dollar.

## Verandering

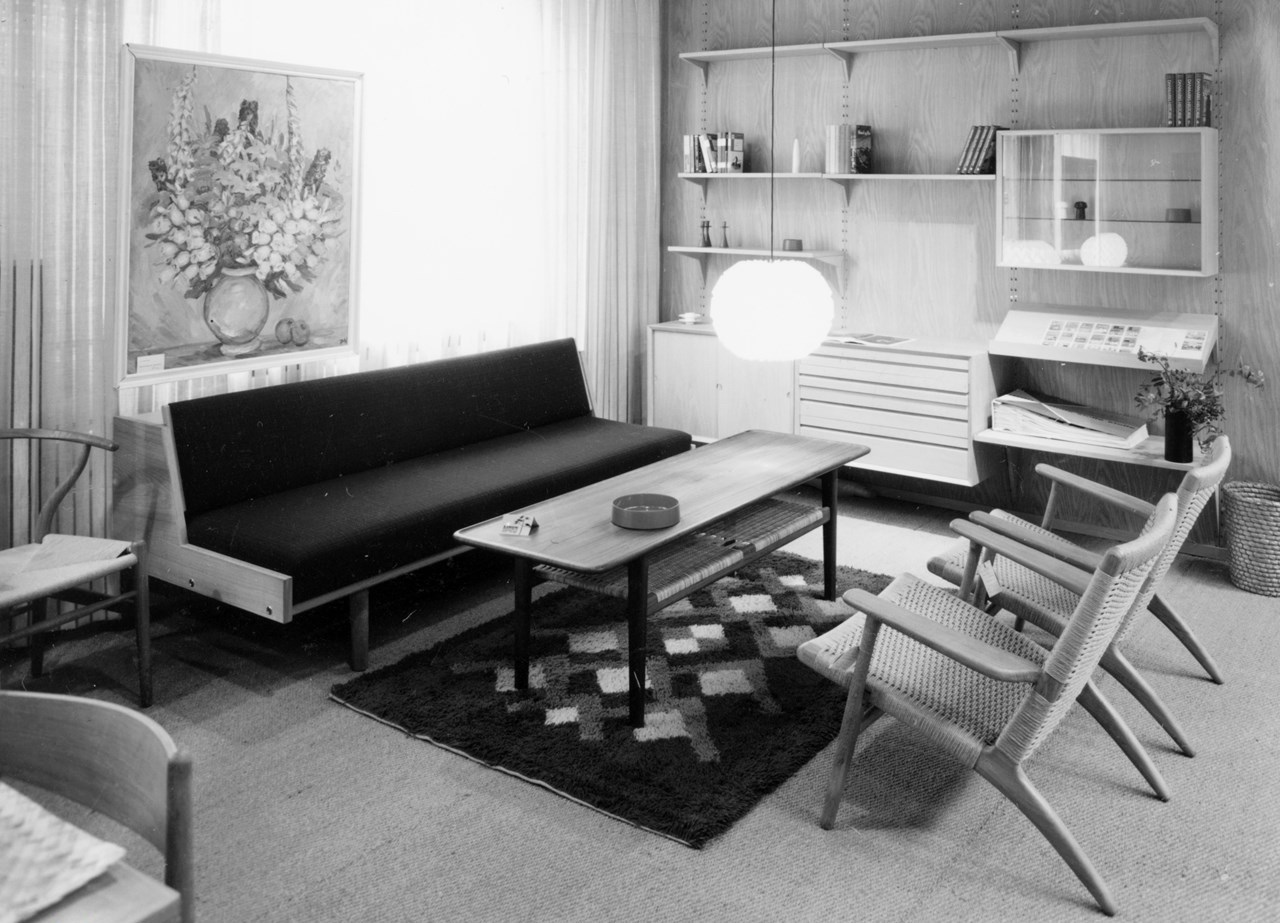
Meubelen van Hans J. Wegner in meubelwinkel Linds Bolighus, Kopenhagen (1964).

Eind jaren vijftig had Denemarken de beweging gemaakt van een agrarische economie naar een economie waar de maakindustrie de belangrijkste rol speelde.  In 1949 was de meubelexport nog goed voor 3 miljoen Deense kronen, in 1963 was dat gestegen naar 196 miljoen kronen.
Moderne Deense meubelen werden in de Verenigde Staten in deze periode volop aangeprezen. In juli 1959 wijdde het Amerikaanse interieurtijdschrift House Beautiful een editie aan het thema The Scandinavian Look in U.S. Homes. Hierin werd hoofdzakelijk Deens meubilair besproken. In de Verenigde Staten werden Deense meubelen van meubelproducenten als Fritz Hansen, Søborg Møbelfabrik, Carl Hansen & Søn en Fredericia verkocht. Finn Juhl was naast de samenwerking met meubelmaker Niels Vodder begin jaren vijftig de samenwerking aangegaan met drie Deense en één Amerikaanse meubelfabriek. Hans J. Wegner werkte eind jaren vijftig samen met meubelmaker Johannes Hansen en daarnaast met vijf meubelfabrieken.
Export bleef in de jaren zestig een belangrijk thema. In 1960 werd de expositie The Arts of Denmark: Viking to Modern gehouden. De tentoonstelling werd georganiseerd door de Nationale Vereniging van Deense Ambachten, maar het waren Amerikaanse en Deense aandeelhouders die aandrongen op een tentoonstelling van Deens design en Deense kunst. De opzet van de tentoonstelling was om een Deens cultuur- en exportinitiatief te tonen. De tentoonstelling reisde in 1960 en 1961 door de Verenigde Staten. Ideeën voor deze Deense expositie ontstonden in de periode dat de zeer succesvolle tentoonstelling Design in Scandinavia tussen 1954 en 1957 door de Verenigde Staten en Canada reisde.

### Vraag en aanbod

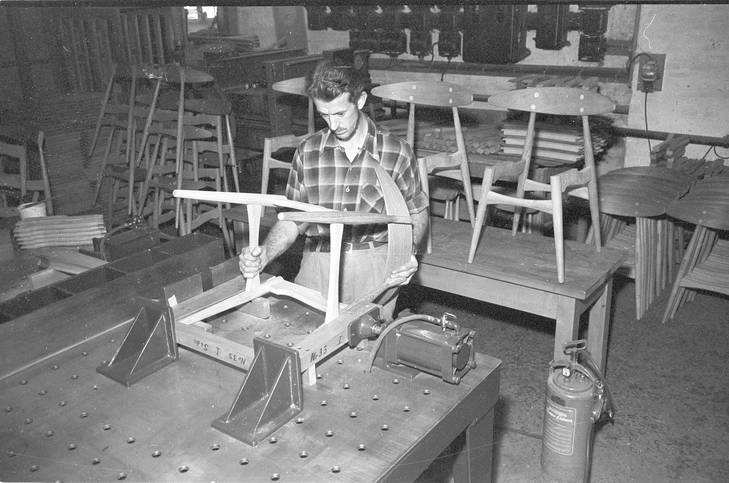
Werkplaats van Carl Hansen & Søn, productie van de CH33 stoel van Hans J. Wegner (1958).

In het novembernummer van 1960 van het Amerikaanse tijdschrift Interiors schreef een recensent: "De hedendaagse industriële revolutie die in Denemarken heeft plaatsgevonden [is het bewijs dat] de verandering van kleine ambachtswinkels naar grote fabrieken de reputatie van Denemarken op het gebied van designleiderschap in woninginrichting heeft verbeterd en veiliggesteld". In werkelijkheid hadden de meubelmakers steeds meer moeite met de grote vraag naar meubelen. Velen van hen waren, ondanks de grote omzetten in de jaren vijftig, weinig meegegroeid met de vraag naar meubelen. Slechts enkelen van hen waren gegroeid van werkplaats naar volwaardige meubelfabriek. De gemiddelde meubelmakerij had minder dan tien personeelsleden. Er ontstond hierdoor frictie tussen de meubelmakers die bleven vasthouden aan traditioneel handwerk en vakmanschap, en de meubelontwerpers die oog hadden voor nog meer groei en massaproductie. Dit leidde ertoe dat aan het einde van de jaren vijftig slechts enkele meubelmakers aan de vraag konden voldoen.
In november 1960 schreef Edgar Kaufmann Jr. in de jubileumeditie van het Amerikaanse woontijdschrift Interiors dat Danish modern zijn hoogtepunt had bereikt. Ook enkele ontwerpers, waaronder Poul Henningsen, realiseerden zich dat het succes niet oneindig was: "We moeten ons niet gek laten maken door het succes. De [toename van de] export is eerder te danken aan het feit dat de Scandinavische smaak past bij een sociale laag die in staat is om in het buitenland te kopen, en ze kopen niet vanwege onze blauwe ogen, maar vooral omdat het modieus is en ze snobs zijn. Onze democratische stijl is comme il faut geworden... maar zonder een bepaald element van modieusheid kun je geen waardevolle dingen verkopen.", aldus Henningsen.
Daarnaast was er begin jaren zestig een conflict ontstaan tussen de meubelmakers en het bestuur van Den Permanente. De inkomsten van Den Permanente waren gestagneerd en het bestuur had plannen uitgesproken om grote meubelproducenten die in massa geproduceerde ontwerpen fabriceerden toe te laten. Dit viel niet in goede aarde bij de meubelmakers: het werd duidelijk dat het belang van vakmanschap naar de achtergrond was verdwenen.
In 1962 werd de exportsubsidie die na de Tweede Wereldoorlog was ingesteld opgeheven door de Deense overheid. Op datzelfde moment verlaagde de Verenigde Staten de douanevrijstelling van 500 dollar naar 100 dollar. Dit leidde ertoe dat, ondanks het protest van de meubelmakers, het bestuur van Den Permanente de definitieve beslissing maakte om grote meubelproducenten toe te laten tot Den Permanente. Om deze reden besloten meubelmakers om Den Permanente te verlaten. In 1963 richtten zij een eigen organisatie op waar meubelen tentoongesteld en verkocht konden worden onder de naam Danske Snedkermestermøbler ("Meubelen van Deense meestertimmerlieden").  De organisatie van de tentoonstellingen van het Meubelmakersgilde, die sinds 1927 gehouden werden, was door een gebrek aan duidelijke richting stuurloos geworden. De laatste tentoonstelling van het Meubelmakersgilde vond plaats in 1966.

### Stijlverandering en consumentengedrag

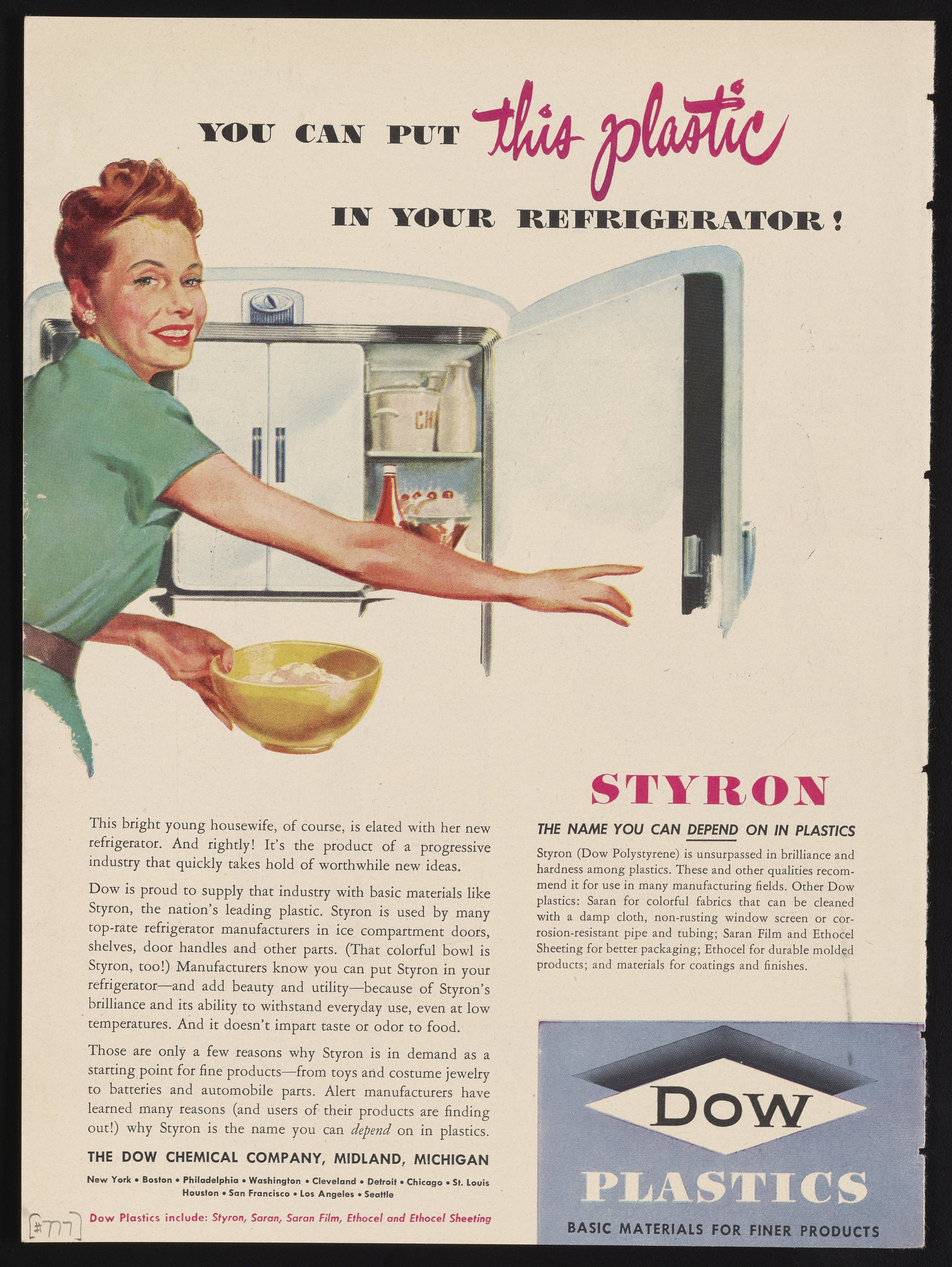
Amerikaanse advertentie voor plastic gebruiksvoorwerpen (jaren vijftig).

In de jaren zestig vond er een stijlverandering plaats waarbij nieuwe materialen, zoals kunststof en polyester, de boventoon voerden. Gebruiksvoorwerpen werden voorheen gemaakt om generaties lang mee te gaan, maar werden nu gezien als wegwerpproducten. Deze verandering, die was overgewaaid uit de Verenigde Staten, was voorheen al te zien in de productie van huishoudelijke gebruiksartikelen. In 1954 schreef een criticus naar aanleiding van de door Scandinavië reizende Amerikaanse expositie American Design for Home and Decorative Use: "Een grote selectie toont tafelserviezen met een overwicht aan kunststof producten: serveerschalen, borden, kopjes, uitstekend vormgegeven, handzaam, snel schoon te maken, praktische kleuren en afschuwelijk om naar te kijken. [...] Plastic zal zegevieren in onze keukens."
Daarnaast ontstond er een verschuiving in het aankoopgedrag van de consument. Meubelen waren onderhevig aan trends en werden weggedaan als deze niet meer pasten in het modebeeld. De Deense meubelen waren bedoeld om een leven lang mee te gaan, maar door de stijgende inkomens konden consumenten het zich veroorloven om telkens nieuwe meubelen aan te schaffen.
In de Verenigde Staten was er in dezelfde periode tevens grote interesse in design uit eigen land, van onder meer Charles en Ray Eames, Florence Knoll en Eero Saarinen, die een ontwerpstijl vertegenwoordigden die later bekend kwam te staan als Mid-Century Modern. Deze stijl had vele overeenkomsten met Danish modern en het moderne Scandinavische design, maar maakte gebruik van andere materialen en kleuren. Door de groeiende welvaart in Denemarken stegen de loonkosten van de producenten en daarmee ook de productiekosten. Tegelijkertijd ontstond er ook grote concurrentie van Amerikaanse producenten die goedkope kopieën van Deense meubelen lieten importeren uit Azië. In 1968 besloot de Amerikaanse Federal Trade Commision dat enkel meubelen die gemaakt werden in Denemarken beschreven mochten worden als “Danish” of “Danish modern”. Meubelen die ontworpen waren in Denemarken, maar ergens anders werden geproduceerd, kregen de beschrijving “Danish designed”.

### Kritiek van ontwerpers

Panton stoel (1959) Verner Panton. Voor het eerst op de markt gebracht in 1967 door meubelproducent Vitra.

In 1962 schreven Arne Karlsen en Børge Mogensen het artikel Brugskunst på afveje ("toegepaste kunst op een dwaalspoor") dat werd gepubliceerd in het tijdschrift  Arkitekten. Karlsen en Mogensen bekritiseerden hierin ontwerpers als Jens Quistgaard, Verner Panton, Finn Juhl en Arne Jacobsen. Volgens Karlsen en Mogensen waren hun ontwerpen te commercieel, te veel gericht op de internationale markt en te weinig op de "gewone Deen".
Mogensen was van mening dat deze ontwerpers de Deense ontwerptraditie de rug hadden toegekeerd. Onder andere de besteksets van Quistgaard, die uiteindelijk in zijn dertigjarige carrière voor Dansk International Designs in totaal meer dan 4000 producten ontwierp, werden gezien als "rages" en waren niet bedoeld voor de lange termijn. Het druiste in tegen de filosofie van Mogensen dat iemand ieder jaar een nieuwe bestekset zou moeten kopen. De ontwerpen van Verner Panton noemde Mogensen "gimmicks". De stoelen van Panton waren volgens Mogensen niet geschikt voor dagelijks gebruik.
Ontwerper Poul Henningsen vond dat onder andere de grote hoeveelheid tentoonstellingen die werden georganiseerd druk zette om telkens nieuwe producten en ontwerpen te produceren: "Nieuw, nieuw, nieuw, gewoon omwille van de nieuwheid, omwille van de verkoopcurve, om mensen de oude dingen te laten weggooien voordat ze hun tijd hebben gediend. Nog niet zo lang geleden zochten we naar een betere vorm, nu moeten we alleen nog een nieuwe vinden". Tegelijkertijd was hij van mening dat het enorm veel kansen bood om te experimenteren en innoveren. Henningsen vond dat er een verschil was tussen klassieke ontwerpen voor dagelijks gebruik en innovatieve producten. Dagelijkse gebruiksvoorwerpen waren niet geschikt om telkens opnieuw te innoveren, maar waren contradictorisch wel de producten die tijdens de tentoonstellingen getoond werden, aldus Henningsen.

### Einde van een tijdperk
In de jaren zestig was een verschuiving ontstaan in het gedrag van consumenten en werden nieuwe, innovatieve technologieën en materialen ontwikkeld. Het moderne Deense design, dat voornamelijk gericht was op het gebruik van traditionele methodes en materialen, kon deze veranderingen niet volgen. Volgens professor Per Hansen van de Copenhagen Business School was het oorspronkelijke verhaal van de connectie tussen ontwerper en de traditionele meubelmaker door de opkomst van grootschalige productie slechts nog een verkooppraatje. Tegen het midden van de jaren zestig waren de gouden jaren voorbij.

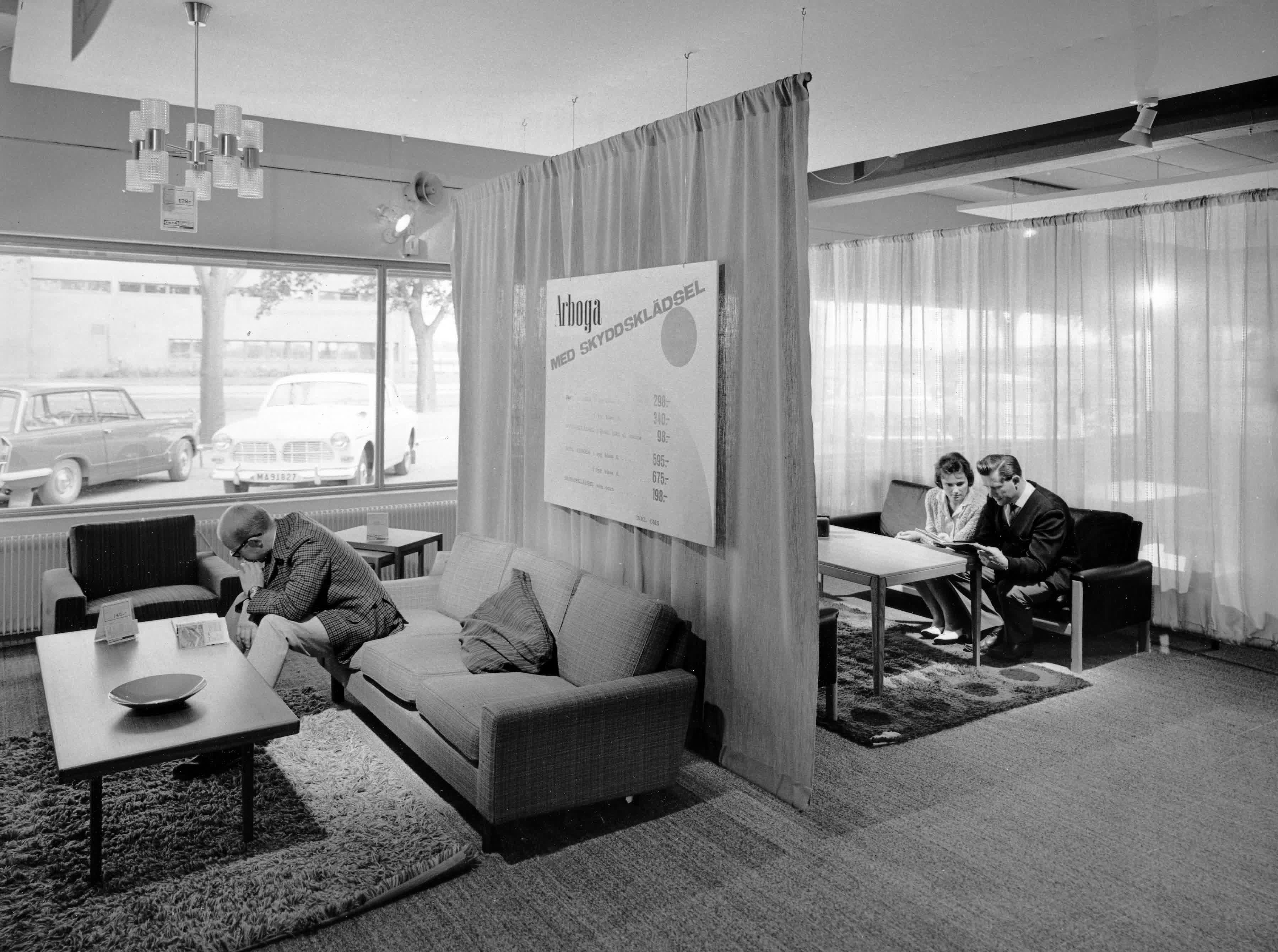
Toonzaal van IKEA (1967-1968).

Halverwege de jaren zestig daalde ook de verkoop van Deense meubelen in de Verenigde Staten. In 1967 presenteerde warenhuis Sears een catalogus met daarin de nieuwe stijltrend met mediterrane invloeden. Tegen het midden van de jaren zeventig had deze trend, die gekenmerkt wordt door het gebruik van veel houtsnijwerk, de grote massa bereikt. Ook de opkomst van het postmodernisme deed de vraag naar moderne Deense meubelen verder dalen. Ontwerpen van Finn Juhl die hij in het begin van zijn carrière maakte voor meubelmaker Niels Vodder werden vanaf 1968 niet langer verkocht door de Amerikaanse winkel George Jensen Inc. vanwege tegenvallende verkoopcijfers.

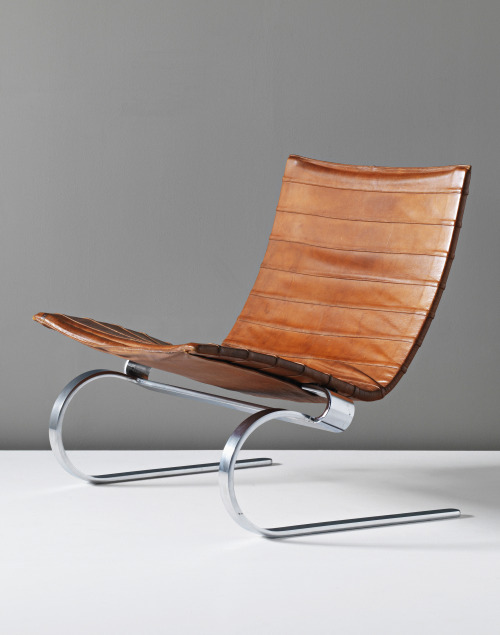
PK20 loungestoel (1968), Poul Kjærholm.

In eigen land kreeg het Deens design in 1968 te maken met concurrentie vanuit buurland Zweden dat in dat jaar het eerste IKEA filiaal in Ballerup opende. Volgens Jørgen Bækmark, voormalige hoofd van de ontwerpstudio van FDB Møbler, paste IKEA door de focus op zelfexpressie en individualisme beter bij de tijdsgeest van de late jaren zestig. Daarnaast pasten de goedkope meubelen van IKEA bij de in Denemarken ontstane wegwerpcultuur.
Rond 1970 waren de meeste Deense meubelmakers failliet of hadden zij hun werkplaats moeten sluiten door stijgende kosten, de dalende vraag of doordat zij niet konden of wilden innoveren. Traditionele meubelmakers waren hoofdzakelijk bekend met het werken met hout en hadden niet de mogelijkheden om te werken met nieuwe materialen zoals staal en kunststof. Hierdoor werd Denemarken ingehaald door landen als Italië en Finland die wel de mogelijkheden hadden gevonden om te innoveren. Zowel meubelontwerpers als meubelproducenten hadden daarnaast moeite om iets te creëren dat buiten de stroming Danish modern viel. Ontwerpers als Verner Panton en Poul Kjærholm moesten om die reden op zoek naar producenten die hun ontwerpen wel konden uitvoeren. Panton koos ervoor om zijn ontwerpen te laten produceren buiten Denemarken.
Een nieuwe generatie ontwerpers was van mening dat de stroming te veel restricties met zich meebracht en betichtte het van elitarisme. Daarnaast waren zij van mening dat de stijl niet mee was geëvolueerd met het ontwerpvak. Nieuwe sociale uitdagingen en maatschappelijke problemen vroegen om een andere manier van ontwerpen. De functionele en democratische ideologie die aan de basis stond van het moderne Deense design werd niet langer gezien als vernieuwend.
In 1978 werd Danish modern door The New York Times omschreven als een stijl die "al lang niet meer modieus" is. In 1980 hielden een groep ontwerpers uit Oslo een afscheidsceremonie voor de term 'Scandinavisch design'. Den Permanente sloot haar deuren in 1981.

## Revival
Ondanks dat Scandinavisch design in 1980 nog symbolisch ten dode was opgeschreven, ontstond er in het begin van de jaren negentig van de twintigste eeuw opnieuw interesse in Scandinavisch design. Musea organiseerden tentoonstellingen over Scandinavisch design en een nieuwe generatie ontwerpers benadrukte de invloed die ontwerpen uit het midden van de twintigste eeuw hadden op hun eigen werk.
In de jaren negentig kwam er vanuit consumenten opnieuw een grote vraag naar Deense en Scandinavische designmeubelen en -voorwerpen. Kopers uit Japan, de Verenigde Staten en Europa waren geïnteresseerd in Deens design. Het vakmanschap uit Denemarken was veel betaalbaarder vergeleken met handgemaakte meubelen uit eigen land.
Kort na de start van het nieuwe millennium brachten Noordse producenten heruitgaven uit van bekende ontwerpen ter ere van Noordse ontwerpers die in dat jaar 100 jaar geleden geboren waren. Dit werd gedaan voor onder meer Arne Jacobsen in 2002 en voor Børge Mogensen en Hans J. Wegner in 2014. Rond 2013 waren de bestverkochte Deense meubelen ontwerpen uit de jaren vijftig en zestig van de twintigste eeuw.

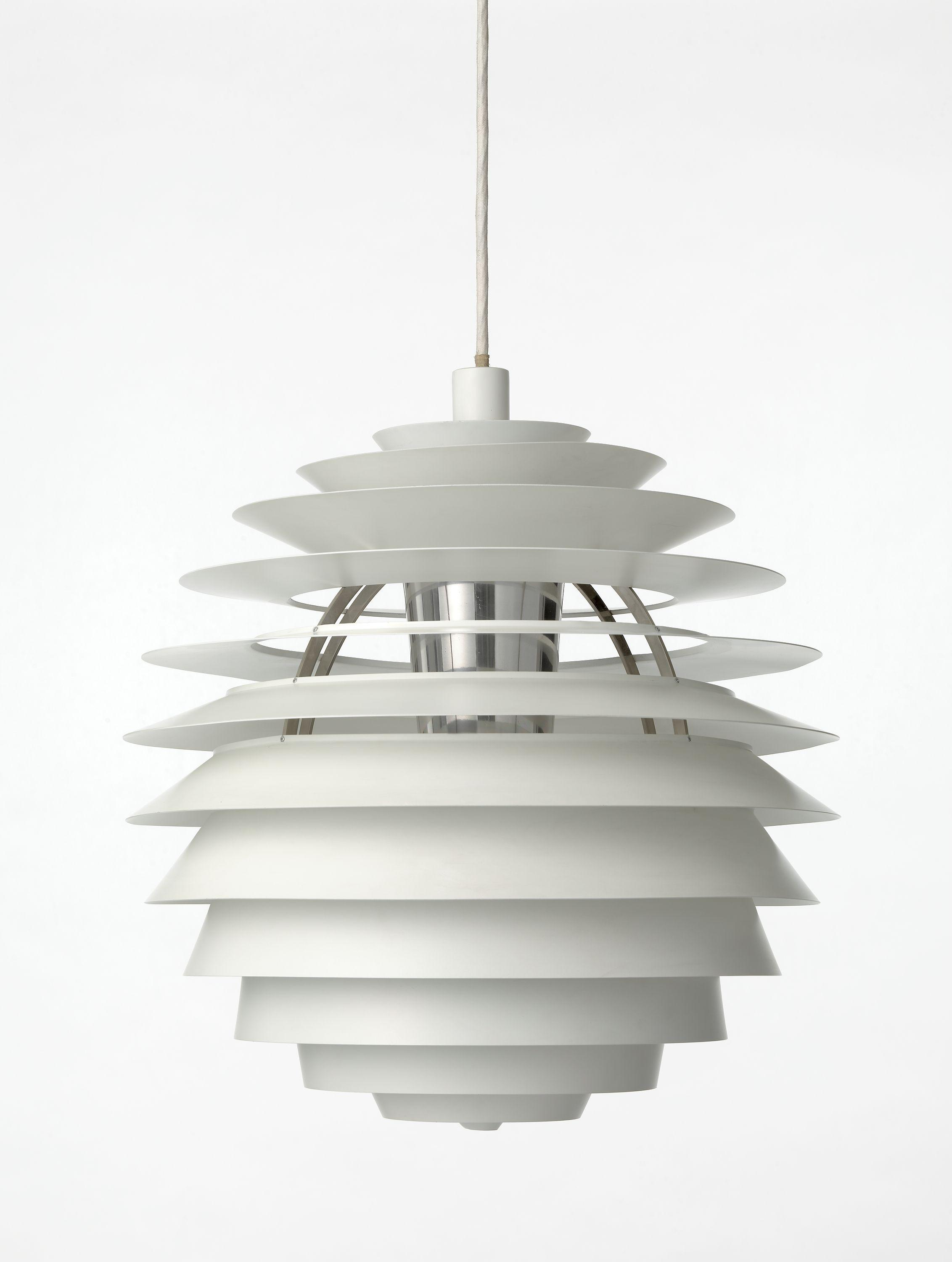
Louvre-lamp (1957), Poul Henningsen. Geproduceerd door verlichtingsfabrikant Louis Poulsen.

### Voortzetten van traditie
Ontwerpen van onder meer Arne Jacobsen, Poul Henningsen en Finn Juhl worden nog steeds geproduceerd, al dan niet in nieuwe kleuren of als limited edition uitgaven.
Bij het uitgeven van heruitgaven wordt er vaak gerefereerd naar de ontwerper en de historische context waarin het meubel ontworpen werd. Bij de limited edition heruitgaven van de Ei-stoel en de Zwaan van Arne Jacobsen in 2018, het zestigjarig jubileum van de ontwerpen, benadrukte producent Fritz Hansen de connectie met het SAS Royal Hotel in Kopenhagen waar de ontwerpen voor werden gebruikt. Daarnaast worden er door het aanbieden van meubelen in beperkte oplage niet alleen designliefhebbers aangesproken, maar wordt ook de markt van verzamelobjecten bereikt. Naast een meubelstuk voor het moderne interieur wordt het ook gepromoot als een waardevolle investering.
De heruitgaven van oude modellen worden veelal geproduceerd door de meubelproducent die ook het origineel op de markt bracht. In het geval dat de meubelproducent niet meer bestaat, zijn vaak de nabestaanden van de ontwerper de drijvende kracht achter het opnieuw uitbrengen van de meubelen bij een nieuwe producent. Zo worden de meubelen van ontwerper Finn Juhl sinds 2001 geproduceerd door de Deense producent House of Finn Juhl die in dat jaar de productierechten in handen kreeg van Hanne Wilhelm Hansen, de weduwe van Finn Juhl.
Gevestigde Deense producenten zoals Fritz Hansen, Carl Hansen & Søn, Stelton, Louis Poulsen en Le Klint brengen heruitgaven van ontwerpen uit de twintigste eeuw op de markt. De Amerikaanse producent van Deense gebruiksvoorwerpen Dansk, waar de Deense ontwerper Jens Quistgaard als hoofdontwerper aan was verbonden, bracht in 2023 een eerste heruitgave uit.

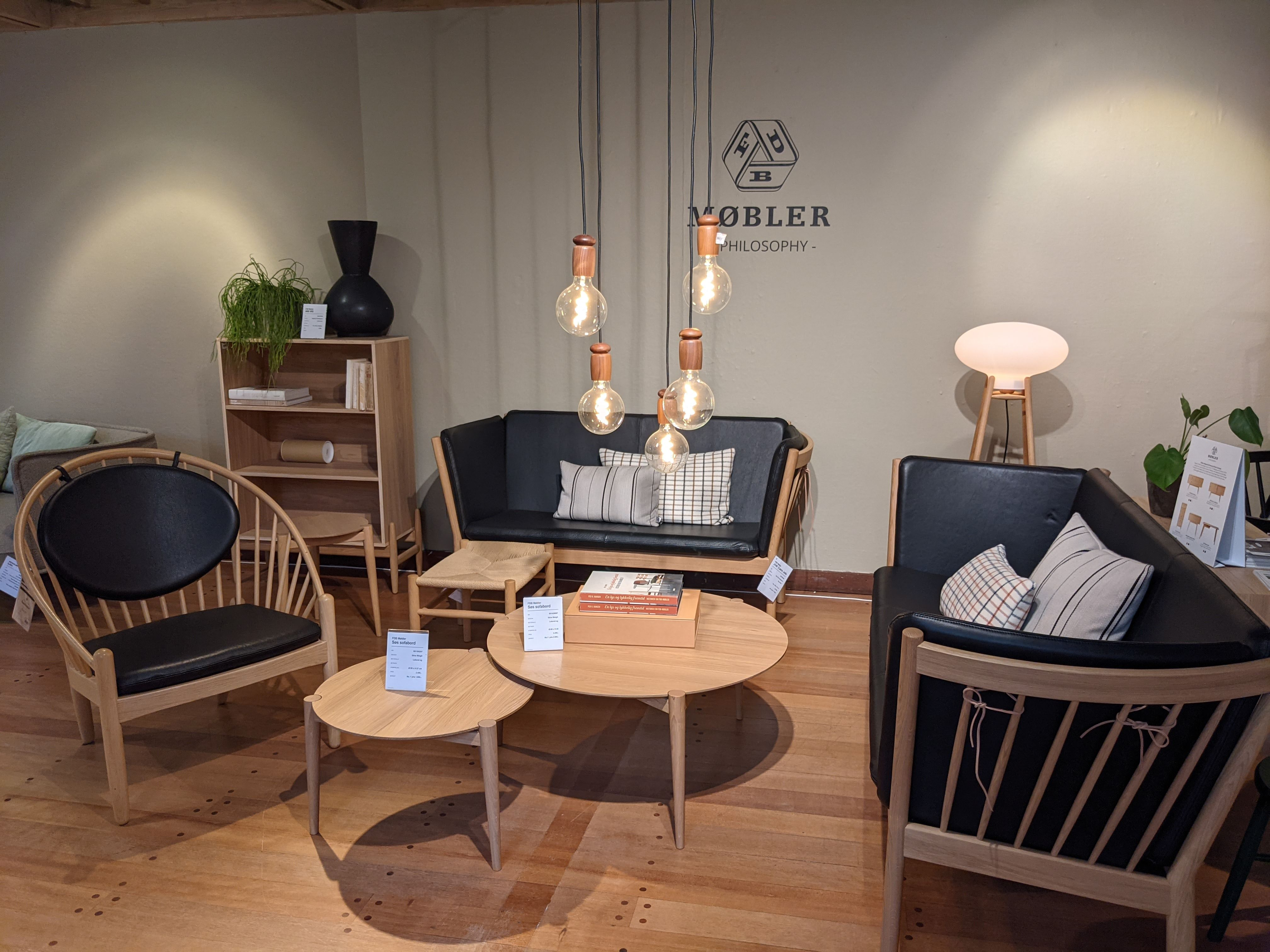
FDB Møbler bij warenhuis Illums Bolighus.

Dankzij de hernieuwde interesse in de eerste kwart van de eenentwintigste eeuw werd meubelproducent FDB Møbler in 2013, het 75-jarig jubileum van het bedrijf, nieuw leven ingeblazen door het Deense bedrijf Coop. FDB Møbler had haar designstudio in 1967 gesloten en in 1980 was het doek definitief gevallen. In samenwerking met Kvist Møbler heeft Coop oude modellen opnieuw op de markt gebracht. Tien dagen na de herintroductie van de meubelen waren deze allemaal uitverkocht. In tegenstelling tot het oorspronkelijke doel van FDB Møbler, het aanbieden van betaalbare meubelen, ligt de focus nu hoofdzakelijk op duurzaamheid. Naast Coop hebben ook de Deense producenten HAY en Fredericia Furniture meubelen van FDB Møbler opnieuw uitgebracht.
Ondanks de grote populariteit van de ontwerpen, kwam er ook kritiek op de heruitgaven. De Deense ontwerpster Cecilie Manz is van mening dat er door de aandacht op het opnieuw uitbrengen van ontwerpen van bekende ontwerpers er aan het begin van de eenentwintigste eeuw te weinig ruimte was voor de nieuwe generatie Deense ontwerpers. Spring, een groep Deense ontwerpers, protesteerde in 1995 tegen de keuze van grote producenten om enkel heruitgaven uit te brengen door bij de opening van een expositie een Y-stoel van Hans J. Wegner door te zagen.

### Hernieuwde interesse
De revival van Deens design borduurt voort op de bestaande reputatie van Danish modern. Voor de consument is het bezitten van Deens design nog altijd synoniem met het hebben van een goede smaak.  Mede door de sterk wisselende seizoenen, een lage bevolkingsdichtheid en de geografische positie kent Scandinavië een zeer sterke focus op 'thuis'. De Deense auteur en journaliste Mirjam Gelfer-Jørgensen omschrijft de woning als een plek waar iemands identiteit tot ontwikkeling komt.
De periode van hervonden internationale interesse in Deens design in de eenentwintigste eeuw wordt ook wel de New golden age of Danish design ("nieuwe gouden eeuw van Deens design") genoemd. Hedendaagse Deense ontwerpen die hierbij passen worden aangeboden onder de noemer New Danish modern.
Naast een vernieuwde interesse in Deens design heeft ook de Deense levenswijze, met een focus op duurzaamheid en hygge, in de eerste kwart van de eenentwintigste eeuw aan populariteit gewonnen. In 2016 en 2017 deed het Danish Design Council onderzoek naar het DNA van Deens Design waarin zij uitkwamen op tien kernwaarden. Het Deens Design DNA-project heeft als doel om "hernieuwde zichtbaarheid en betrokkenheid te genereren bij de verspreiding van de waarde die design creëert voor het bedrijfsleven en de samenleving als geheel, en de krachtpositie die Deens design vertegenwoordigt voor Denemarken".

### Nieuwe generatie
Naast de interesse in Deense, en in bredere zin Scandinavische, ontwerpen uit het midden van de twintigste eeuw, ontstond er ook een nieuwe stijlbeweging in Scandinavië die op deze stijl voortborduurde. In 2005 kreeg deze stijl de naam New Nordic. Deze stijl legt de focus op traditie, menselijke waarde, eenvoud, ambacht en eerlijkheid en heeft door deze kernwaarden een grote overeenkomst met Danish modern.
Een van de drijvende krachten achter deze Scandinavische stijlbeweging is de Deense producent Muuto die in 2006 werd opgericht. De ontwerpers die verbonden zijn aan deze stijlbeweging gebruiken elementen van Scandinavian modern, maar hebben de stijl op een nieuwe, persoonlijke manier geïnterpreteerd. Net als bij Scandinavian modern ligt de focus van New Nordic op meubelen, armaturen en gebruiksvoorwerpen. Daarbij ligt er de nadruk op de Noordse landen als ideale bestemming voor liefhebbers van design.

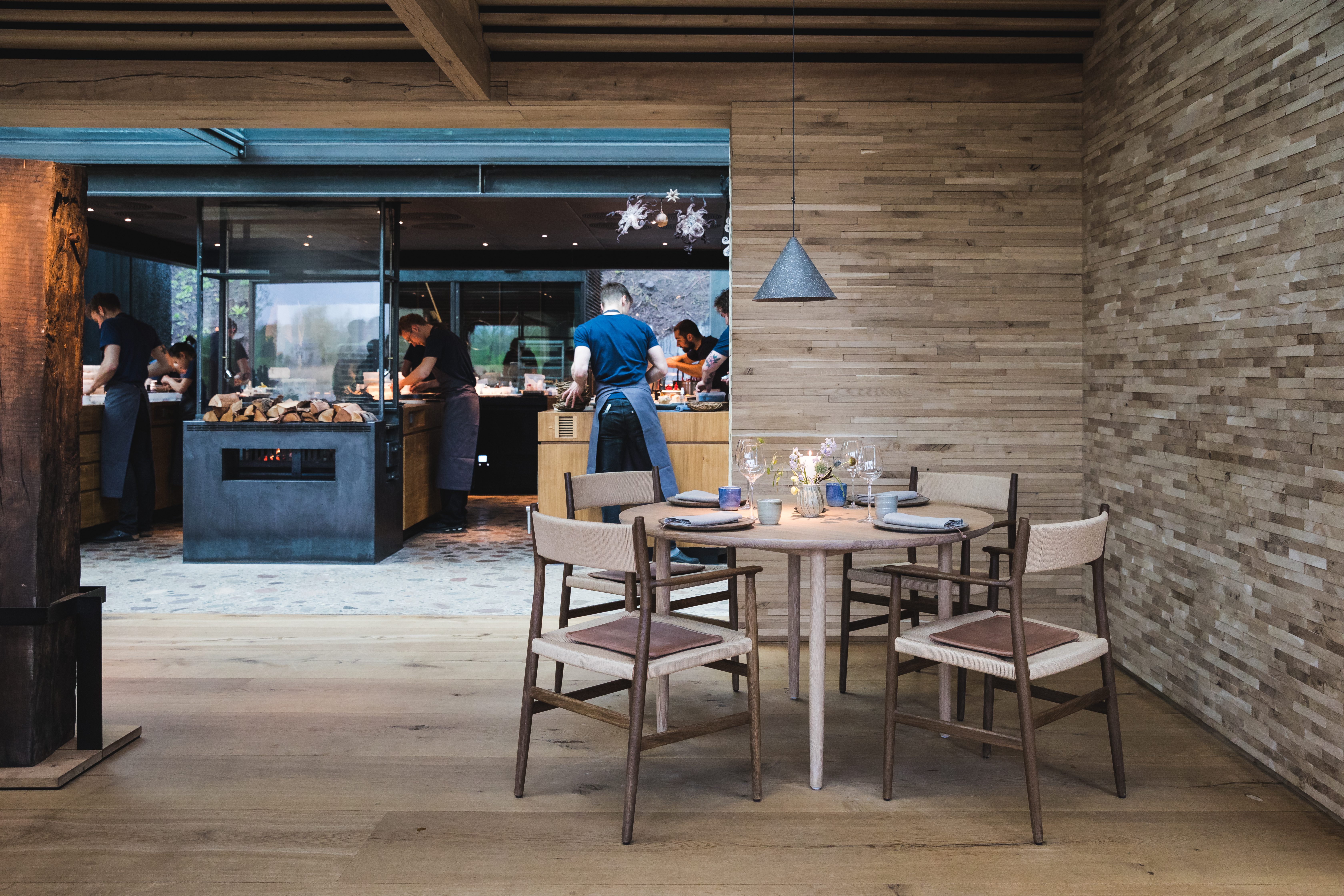
Restaurant Noma, Kopenhagen.

Volgens ontwerpstudio Larsen & Eriksen uit Kopenhagen had de populariteit van Scandinavische gastronomie, bekend als New Nordic Kitchen, een grote invloed op jonge, opkomende Scandinavische designers. In 2003 opende restaurant Noma in Kopenhagen wat leidde tot een groei van restaurants met een gedachtegoed dat gebaseerd was op eenvoud en elegantie. Passend bij dit gedachtegoed moesten restaurants ontworpen worden waarvoor jonge architecten en ontwerpers werden gevraagd. Dit gaf hen de kans een nieuw soort ruimte te ontwikkelen.
Enkele ontwerpers die horen bij de nieuwe generatie Deense designers zijn onder meer licht- en meubelontwerpster Louise Campbell, meubelontwerper Niels Hvass en industrieel ontwerpers Kasper Salto en Cecilie Manz.
Door de hernieuwde populariteit kwamen er ook nieuwe producenten op de markt. Naast producent Muuto spelen ook onder meer Normann Kopenhagen, Gubi, &Tradition en HAY een grote rol in het aanbod van modern Deens en Scandinavisch design.

### Deense meubelmarkt en -industrie

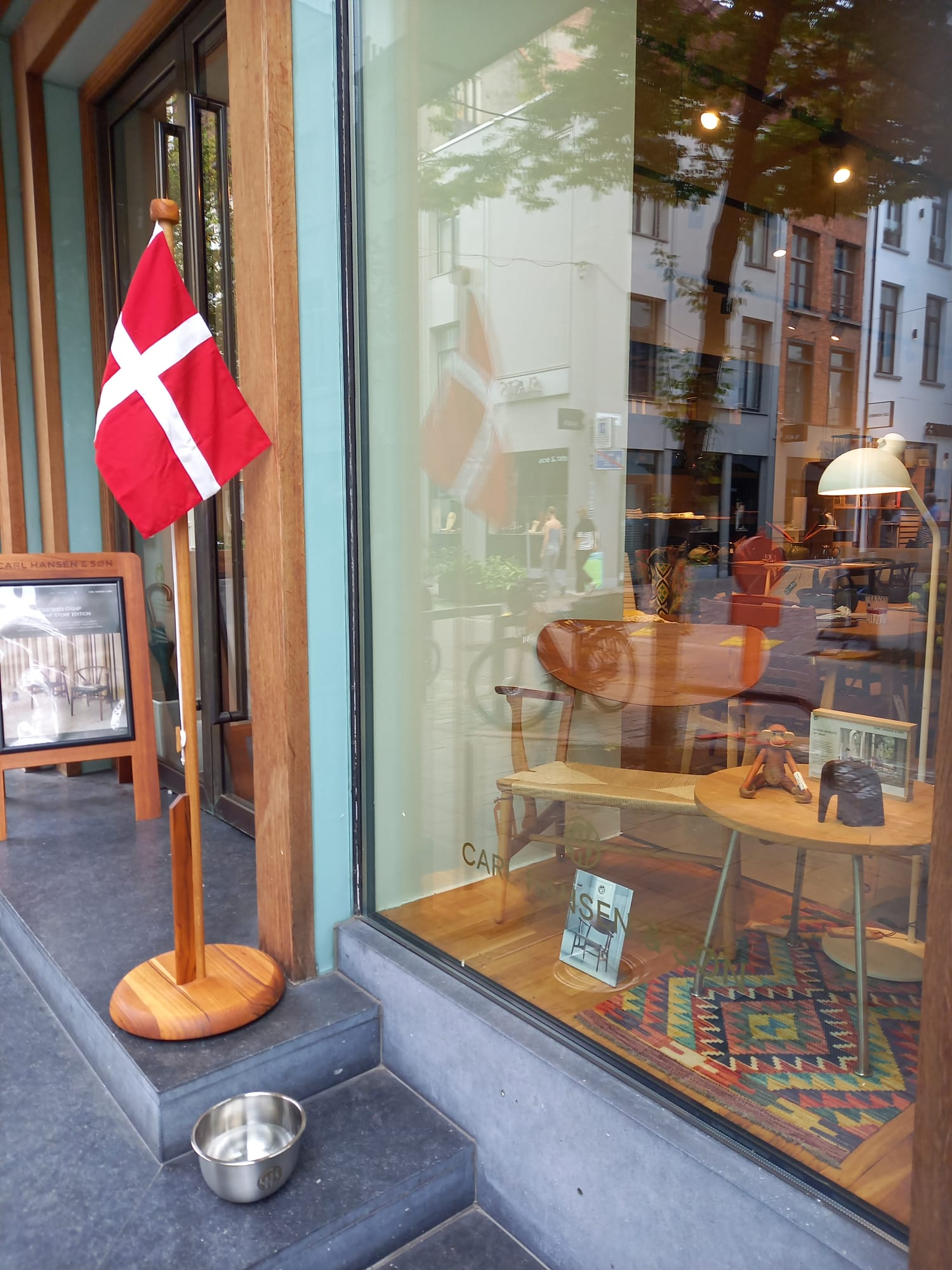
Winkel van Carl Hansen & Søn in Antwerpen, België.

Professor Per Hansen deelt de Deense meubelmarkt op in drie categorieën: de verkoop van originele meubelen uit het midden van de twintigste eeuw, heruitgaven van meubelen uit deze periode en nieuwe ontwerpen. Het onderstaande cijfermateriaal heeft betrekking op de laatste twee categorieën.
In 2009 waren er in Denemarken ongeveer 400 meubelproducenten en waren circa 15.000 mensen in Denemarken werkzaam in de meubelindustrie. Tezamen produceerden zij meubelen met een totale waarde van 13,6 miljard Deense kronen. In 2009 werd ongeveer 84% van de meubelen geëxporteerd. Per capita was Denemarken daarmee de grootste producent en exporteur van meubelen ter wereld.
In tegenstelling tot in het midden van de twintigste eeuw, worden Deense meubelen in de eenentwintigste eeuw vaker in het buitenland geproduceerd. Het ontwerpproces vindt nog steeds plaats in Denemarken.
In de eerste zeven maanden van 2012 steeg de Deense meubelexport met 7%. De grootste afnemers van Deense meubelen in 2011 waren Noorwegen, Duitsland en Zweden. In 2016 werd met name buurland Duitsland gezien als grote potentiële afzetmarkt, ondanks concurrentie uit Polen, China en Tsjechië. Dat jaar was de Deense export van meubelen goed voor 2,5 miljard Deense kronen. In 2021 bereikte de meubelexport voor het eerst een omzet van 20 miljard Deense kronen. Met name de export naar Frankrijk en Zweden was gestegen, respectievelijk met 30% en 24%.
In 2023 werd de waarde van de Deense meubelindustrie geschat op 3,92 miljard Amerikaanse dollar. In 2023 werd geschat dat de Deense meubelindustrie tussen 2023 en 2028 jaarlijks met zo'n 5% zal groeien.

## Galerij

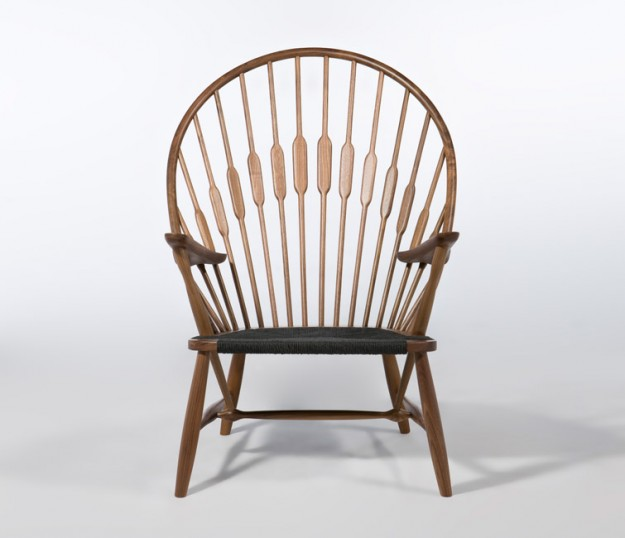
Pauwstoel (1947), Hans J. Wegner
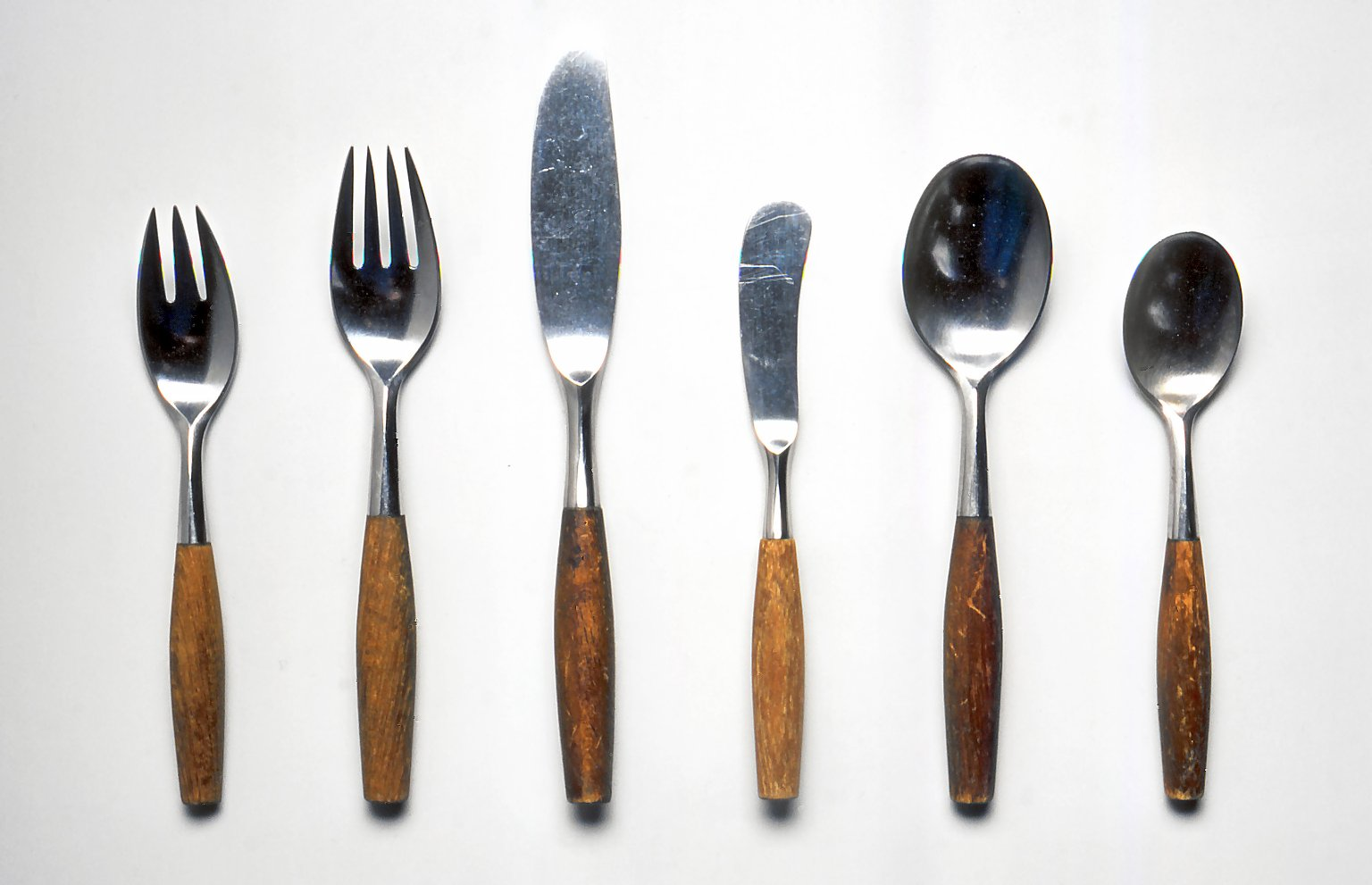
Fjord-bestekset (1953), Jens Quistgaard
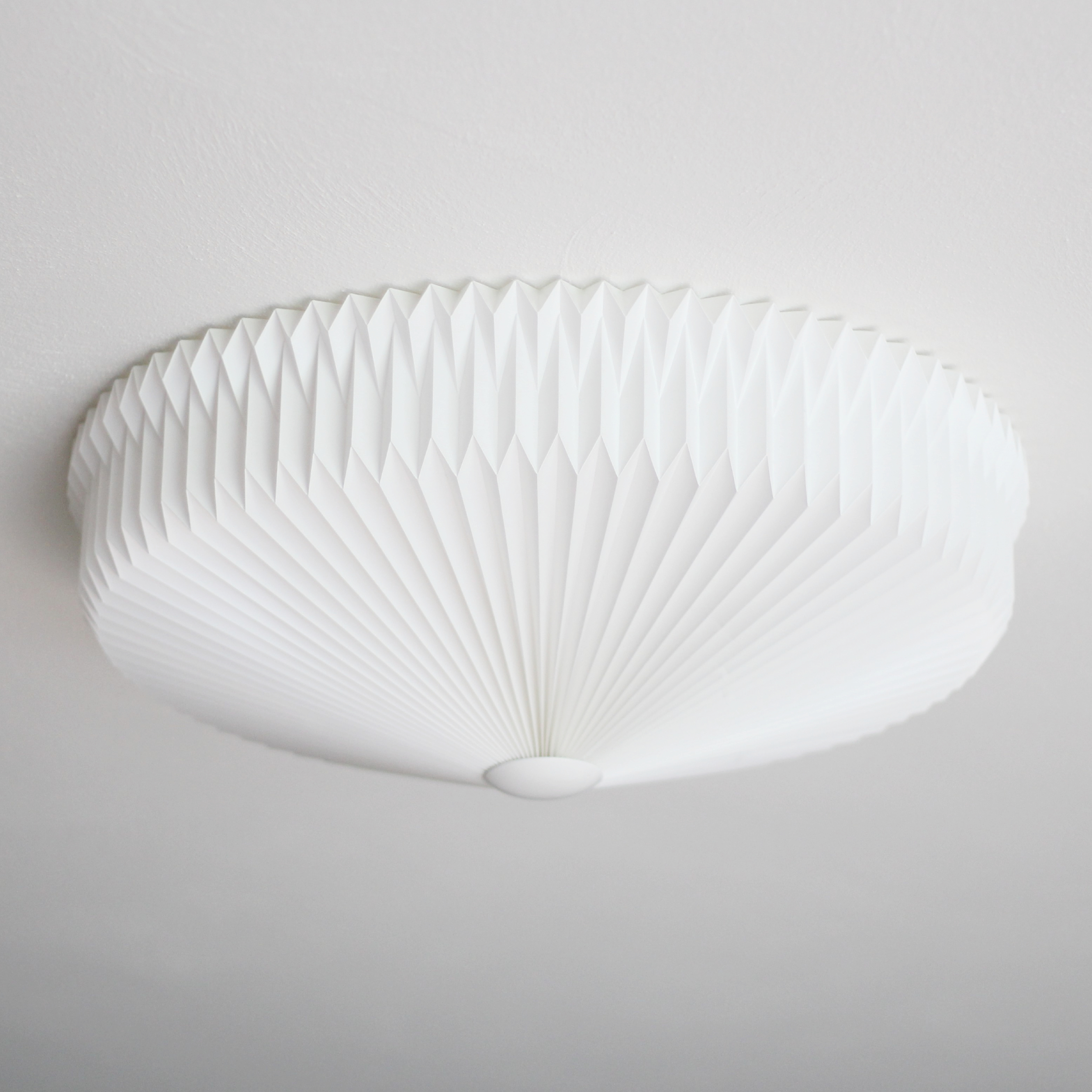
Plafondlamp Model 30 (1955), Le Klint
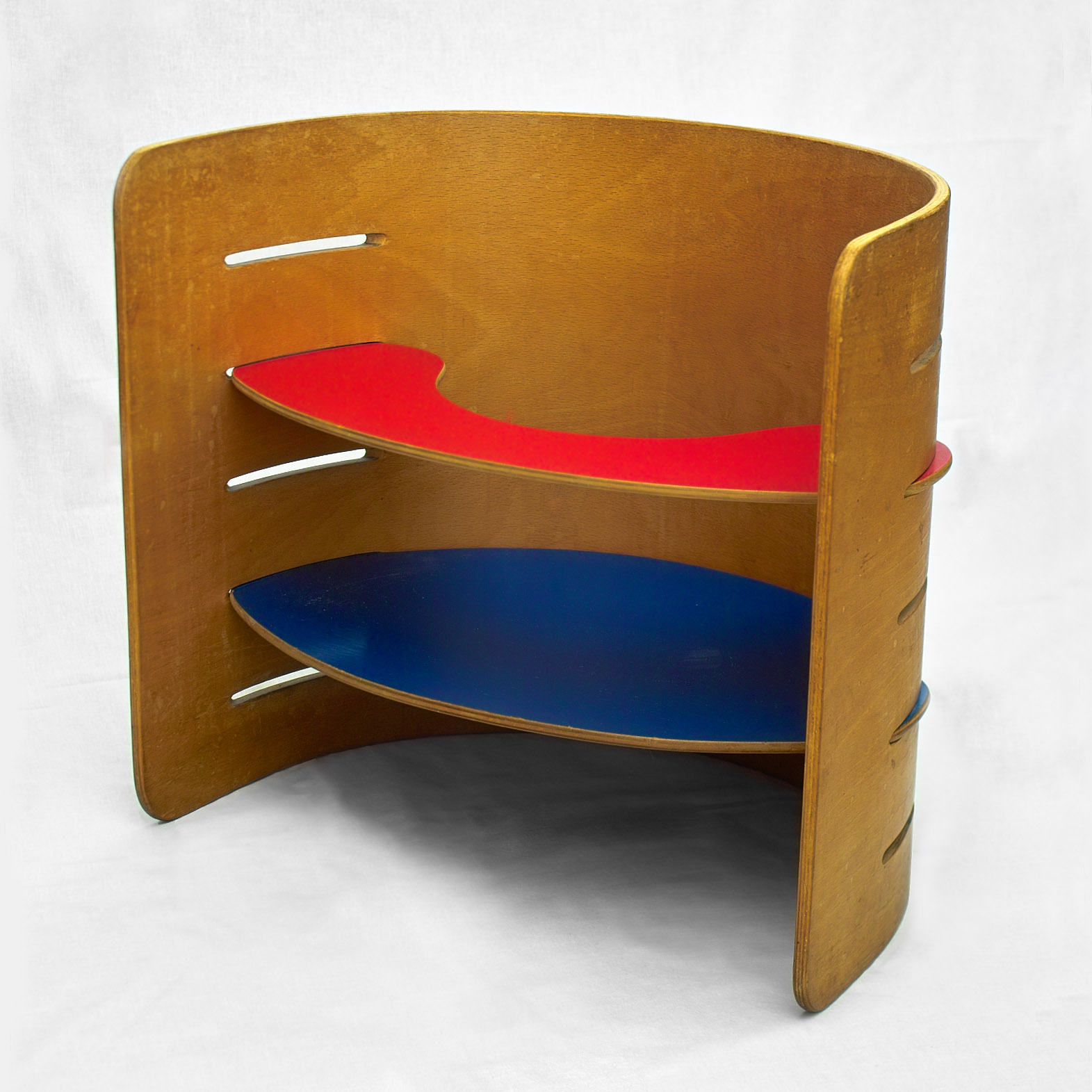
Multifunctioneel kindermeubel (1956), Kristian Solmer Vedel
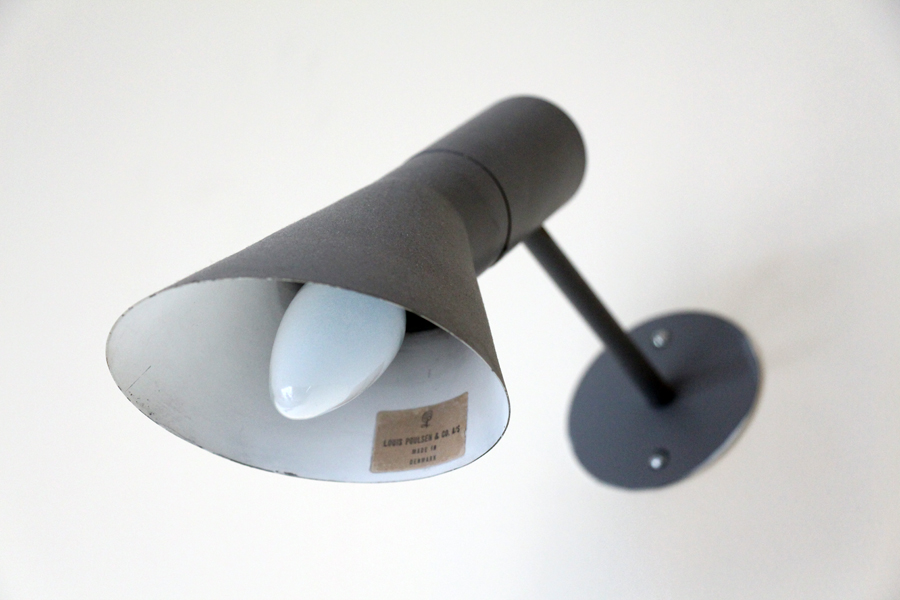
AJ-wandlamp (1957), Arne Jacobsen
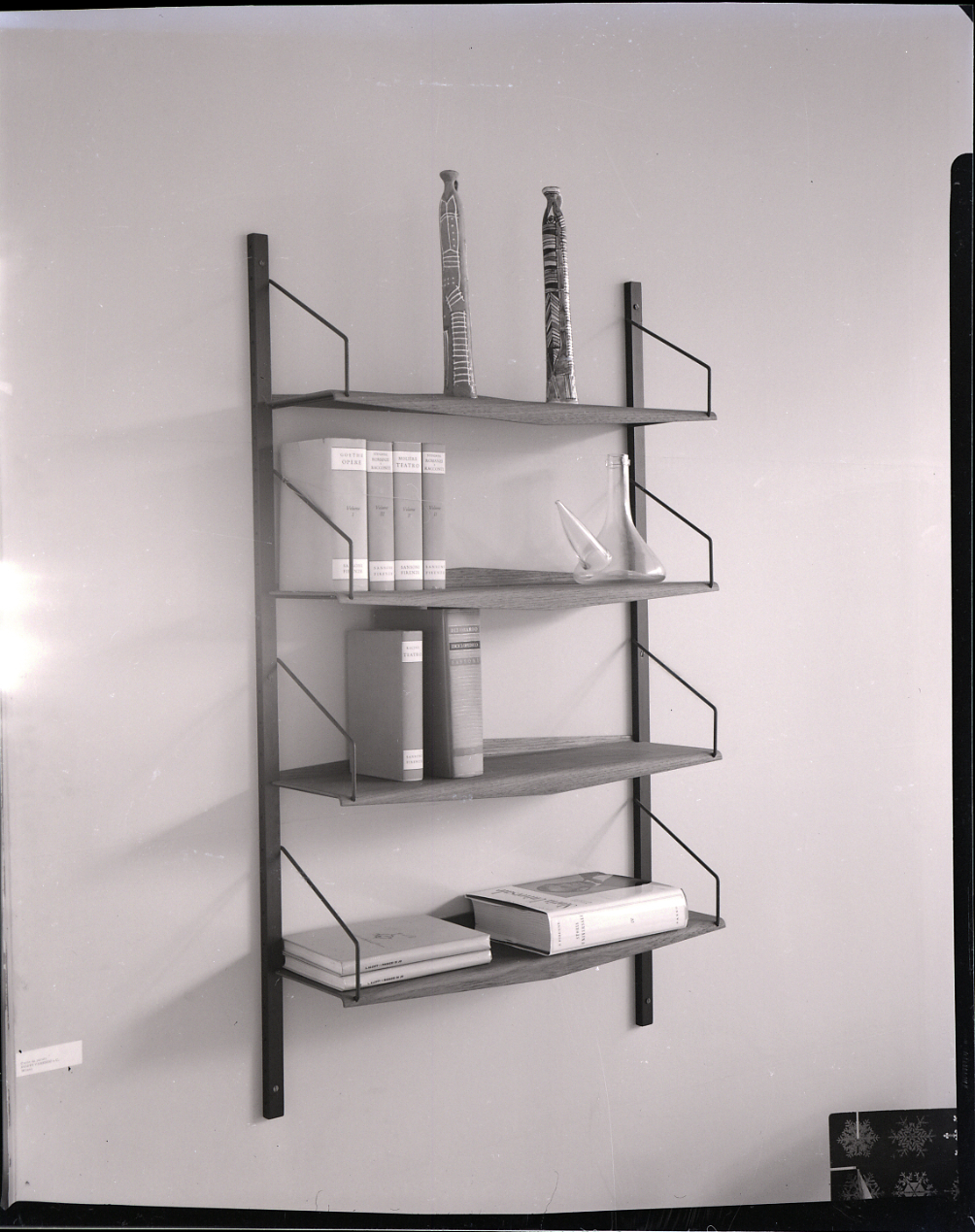
System Ultra (1957), Poul Cadovius
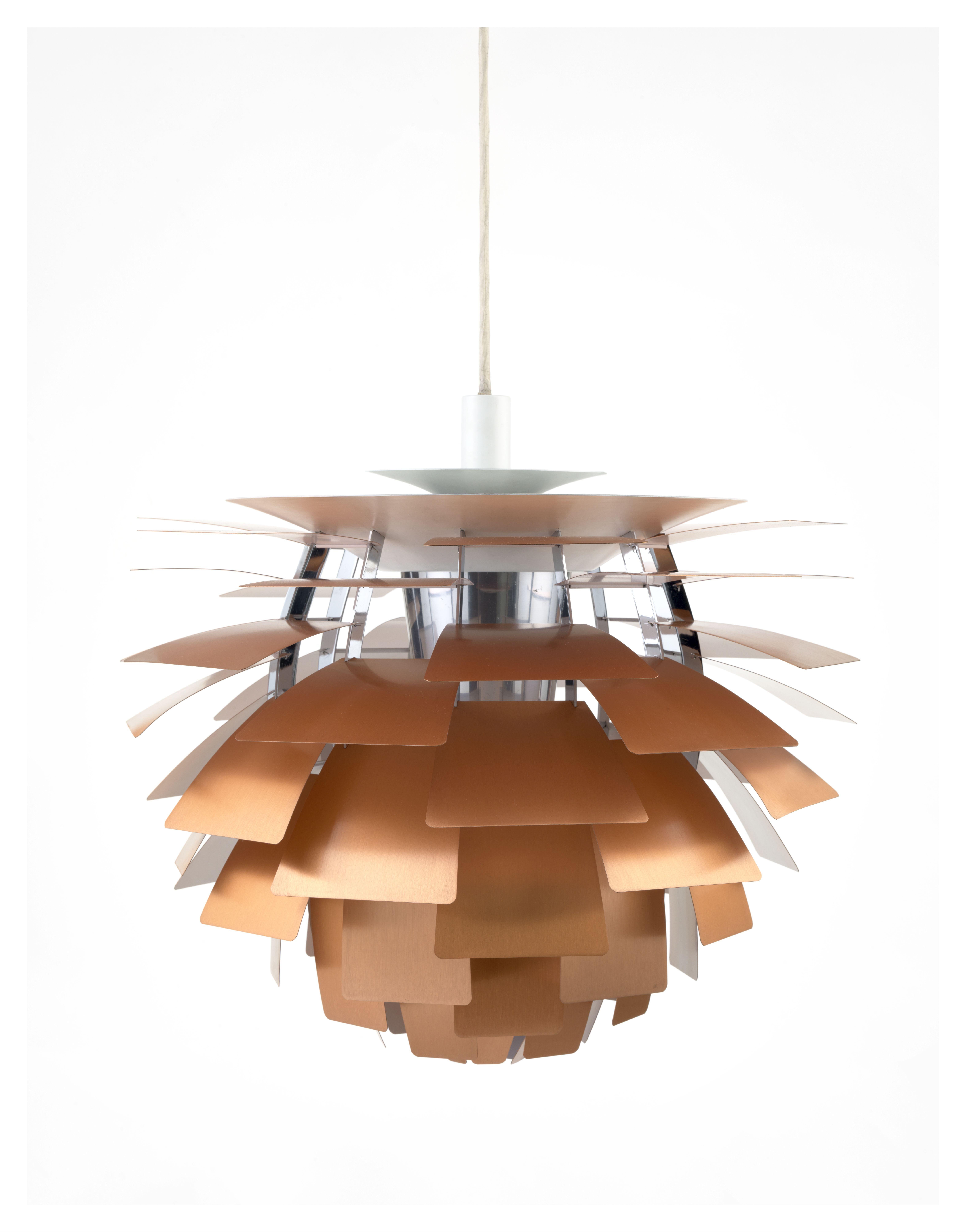
PH Artichoke (1958), Poul Henningsen
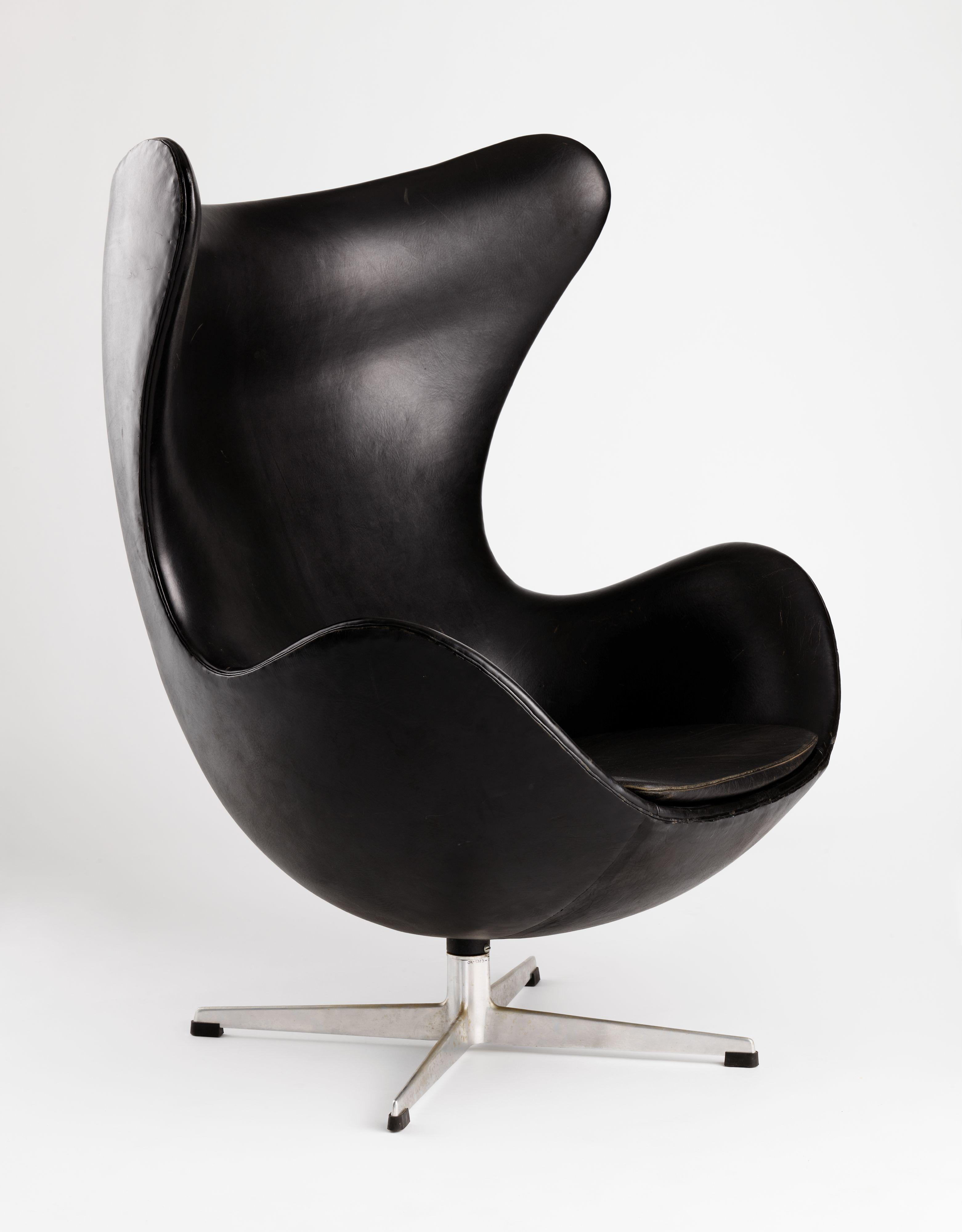
Ei-stoel (1958), Arne Jacobsen
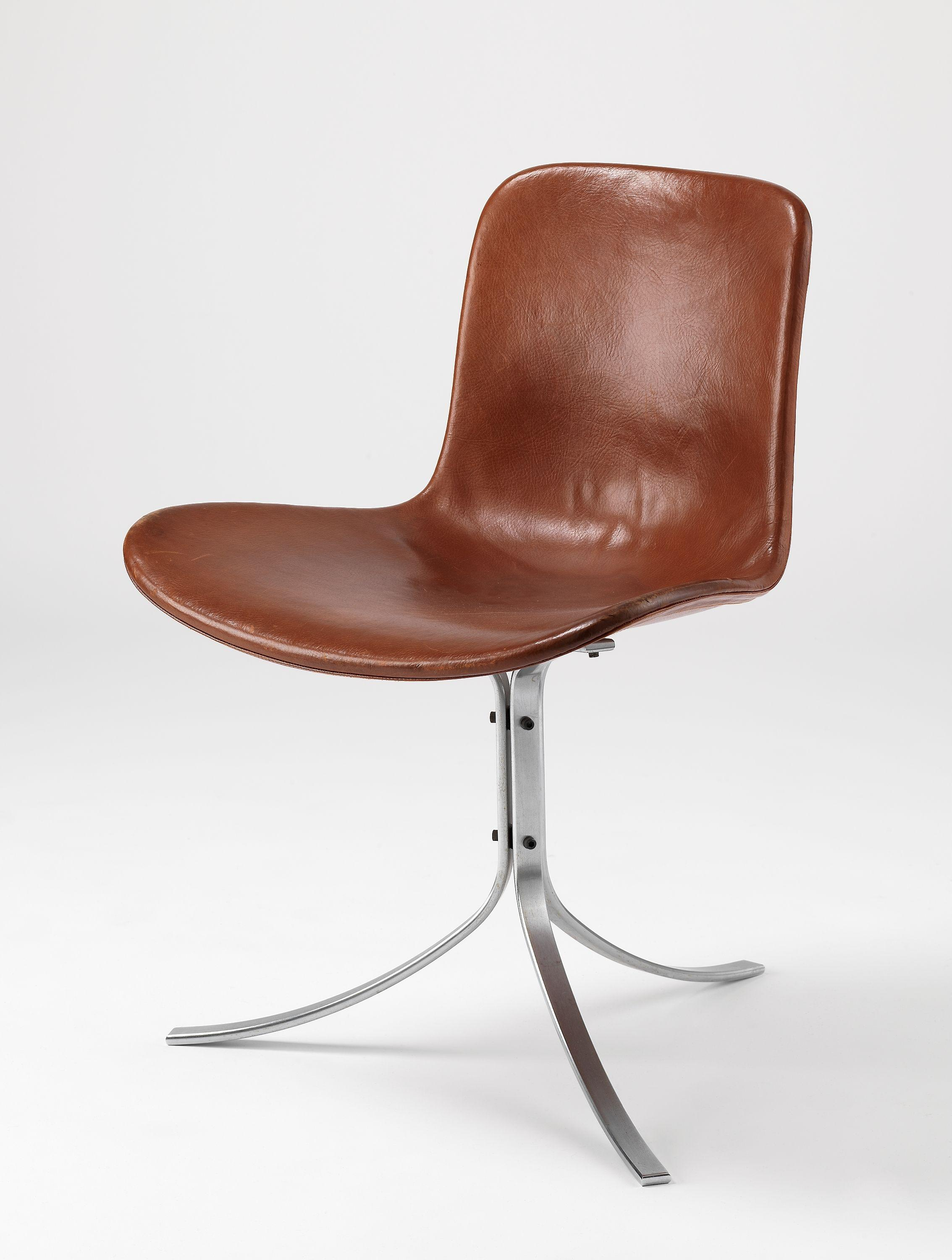
PK9 (1961), Poul Kjærholm
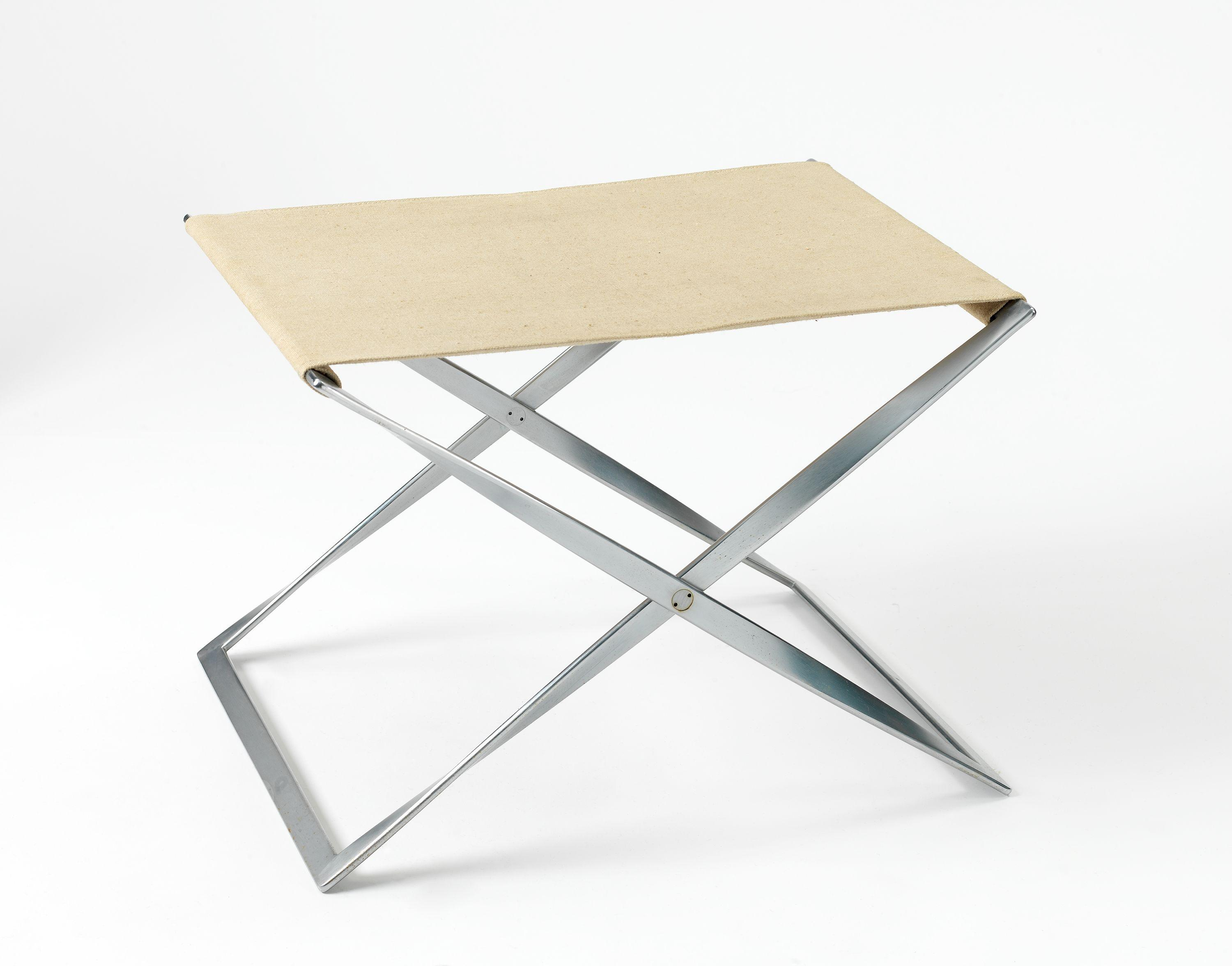
PK91 (1961), Poul Kjærholm
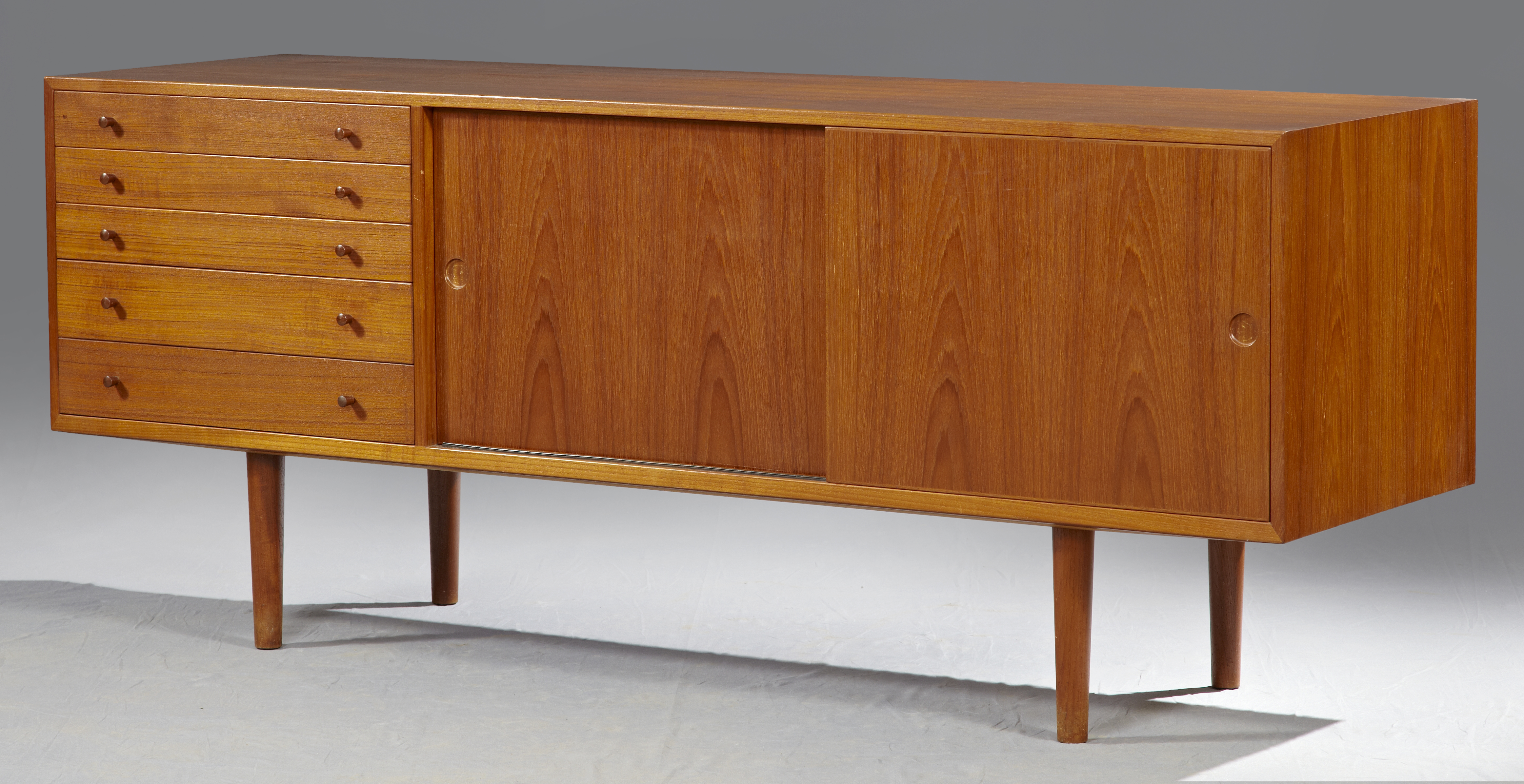
Dressoir (jaren zestig) Hans J. Wegner
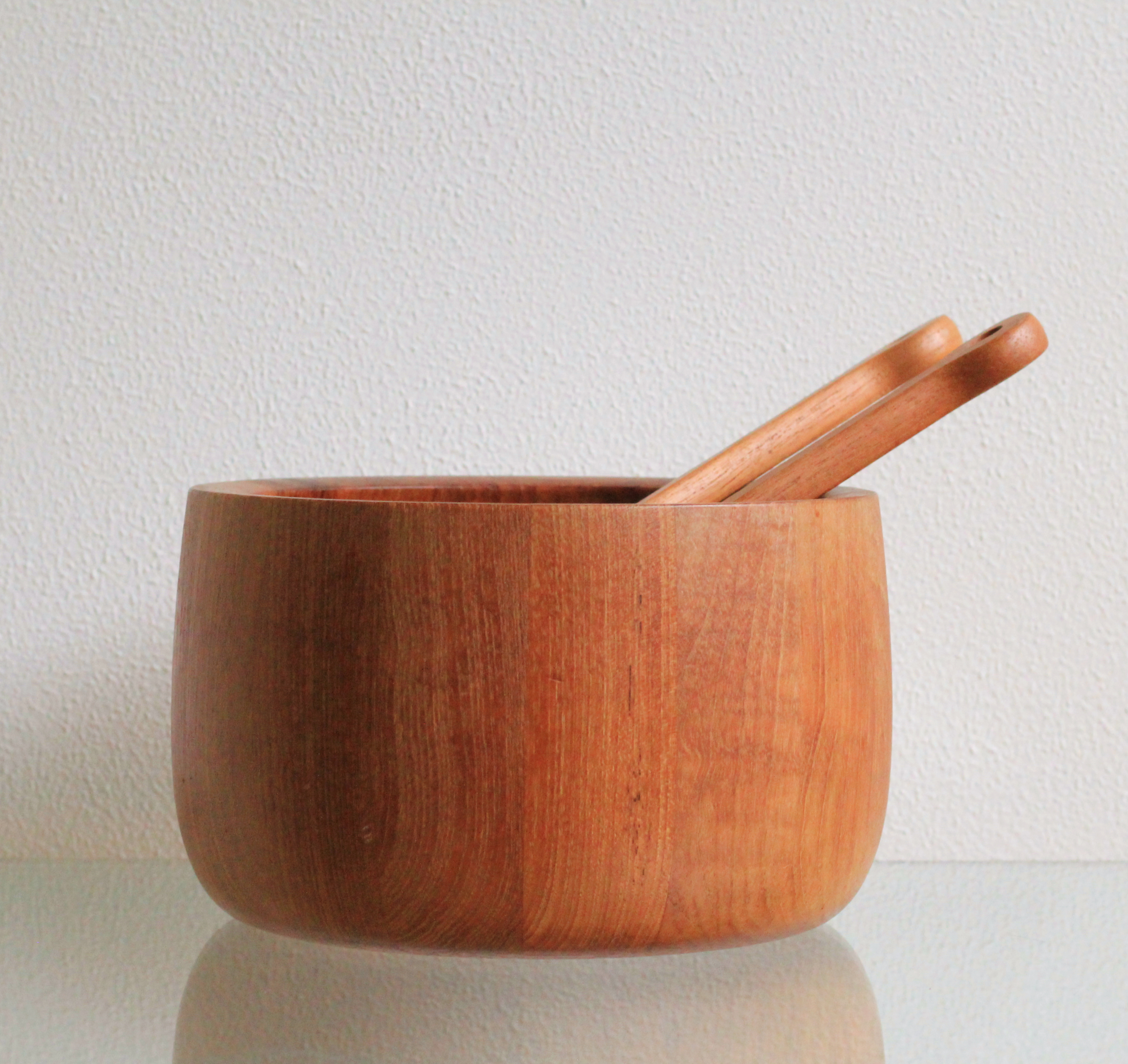
Saladeschaal met slacouvert (jaren zestig), Richard Nissen